# Tour d'Italie féminin 2010
La 21e édition du Tour d'Italie féminin (Giro Rosa en italien) a lieu du 2 au 11 juillet 2010. La course fait partie du calendrier UCI féminin en catégorie 2.1. Le parcours se situe intégralement en Italie du Nord avec une incursion en Suisse. Il propose un mélange d'étapes plates et montagneuse avec quatre cols à plus de 2 000 m dont le col du Stelvio.
Ina-Yoko Teutenberg remporte les quatre premières étapes de l'épreuve : la première, seconde et quatrième au sprint, ainsi que la troisième dans un contre-la-montre individuel. Sur la cinquième étape, Marianne Vos gagne dans la montée finale. Elle prend la tête du classement général. Le lendemain, elle fait partie d'une échappée à trois dans le final et récidive. Sur la septième étape, Evelyn Stevens sort du groupe d'échappée pour passer seule la Madonna del Ghisallo et s'imposer. La huitième étape, particulièrement montagneuse, voit la victoire de Mara Abbott qui est sortie dans la dernière descente. Elle s'empare du maillot rose. Le lendemain, elle récidive au col du Stelvio. Le sprint de la dernière étape où Shelley Evans s'impose n'apporte pas de changement au classement général. Mara Abbott remporte ce Tour d'Italie devant Judith Arndt et Tatiana Guderzo. C'est la première victoire d'une Américaine sur l'épreuve. Guderzo est également meilleure Italienne. Emma Pooley est la meilleure grimpeuse. Marianne Vos gagne à la fois le classement par points et de la meilleure jeune.

## Présentation

### Parcours
Contrairement à l'édition précédente, qui s'est déroulée intégralement dans le sud de l'Italie, le Tour d'Italie féminin 2010 traverse seulement le Nord de l'Italie. Le parcours semble privilégier les grimpeuses pures.
Les quatre premières étapes sont plutôt plates et adaptées aux sprinteuses. La première effectue quatre tours autour de Muggia avant de se diriger vers Trieste où trois tours d'un autre circuit urbain sont effectués. La deuxième étape est plus propice aux échappées avec de nombreux vallons à mi-étape. À noter, que Riese Pio X est la commune du siège de Pasta Zara, partenaire de l'épreuve. Le lendemain, le contre-la-montre individuel s'élance de Caerano di San Marco, siège de Diadora et arrive à Biadene, siège de Geox. Il s'adresse aux spécialistes avec peu de dénivelé et peu de virage, mais de longues lignes droites. La quatrième étape est parfaitement plate et donc destinée aux sprinteuses.
Après un transfert dans le Piémont, la cinquième étape se déroule autour du lac d'Orta. La côte d'Ameno dans le final est propice aux attaques. L'arrivée en Lombardie de la course marque également celle des difficultés. Sur la sixième étape, se déroule sur les routes habituelles du Trofeo Alfredo Binda-Comune di Cittiglio. Les côtes d'Orino et de Cunardo sont ainsi empruntées, avant de se rendre vers Ardena. Des difficultés à Porto Ceresio et Viggiù sont escaladées avant l'arrivée à Arcisate. Côme accueille pour la première fois le départ d'une étape du Tour d'Italie féminin. La Calma de Sormano et la Madonna del Ghisallo, à vingt kilomètres de l'arrivée, sont escaladés. L'étape arrive à Albese con Cassano, ville natale de Fabio Casartelli. La huitième étape fait une incursion en Suisse pour la première fois de l'histoire de l'épreuve. Elle démarre à 333 m d'altitude pour se rendre au col de la Maloja à 1 815 m d'altitude. Le parcours passe ensuite à Saint-Moritz avant d'aller chercher le col de la Bernina, situé à 2 328 m, puis le col de Livigno, aussi appelé Forcola de Livigno à 2 315 m. La neuvième passe le légendaire col du Stelvio. La première ascension du jour, le col de Foscagno, débute à Trepalle et a son sommet à 2 069 m. La descente mène le peloton à Valdidentro puis à Bormio avant d'escalader le col avec un sommet à 2 725 mètres où se trouve l'arrivée. L'étape est dédiée au cycliste Franco Ballerini.  L'ultime étape est propice aux sprinteuses. Elle débute avec trois tours du circuit de Monza avant de se diriger vers la province de Lecco et de Côme avant de retourner vers Monza. L'arrivée est située devant la Villa royale de Monza,.

### Divers
Durant l'épreuve, l'organiseur rend régulièrement hommage à Marina Romoli, victime d'un grave accident de la route pendant son entraînement en juin. Cette dernière se voit également remettre un maillot rose symbolique.

### Équipes
| Équipes féminines professionnelles (13)- ACS Chirio-Forno d'Asolo - Bizkaia-Durango - Cervélo TestTeam - Debabarrena-Kirolgi - Fenixs-Petrogradets - Gauss RDZ Ormu - HTC-Columbia Women - Lotto Ladies - Safi-Pasta Zara - SC Michela Fanini Record Rox - Top Girls Fassa Bortolo-Ghezzi - Vaiano-Tepso-Solaristech - Valdarno Équipes nationales (3)- Australie - États-Unis - Pays-Bas |
| |

### Favorites
Le parcours est particulièrement montagneux et doit favoriser une grimpeuse. La vainqueur sortante Claudia Häusler est donc une potentielle candidate à la victoire, mais sa coéquipière Emma Pooley est la principale favorite. Elle s'est montrée à son avantage sur la Flèche wallonne, le Tour de l'Aude et le Tour du Trentin. Elle peut de plus compter sur une équipe Cervélo particulièrement forte. Mara Abbott deuxième en 2009 et leader de la sélection nationale américaine est également une pure grimpeuse et fait logiquement partie des favorites, même si ses lacunes en contre-la-montre pourrait la desservir. La formation HTC-Columbia vient au départ avec deux très bonnes grimepeuses : Judith Arndt et Evelyn Stevens, et pourrait également prendre part aux débats.

## Étapes
| Étape     | Date      | Villes étapes                  | type                        | Distance (km) | Vainqueur d'étape   | Leader du classement général |
| --------- | --------- | ------------------------------ | --------------------------- | ------------- | ------------------- | ---------------------------- |
| 1re étape | 2 juill.  | Muggia – Trieste               | étape de plaine             | 59            | Ina-Yoko Teutenberg | Ina-Yoko Teutenberg          |
| 2e étape  | 3 juill.  | Sacile – Riese Pio X           | étape vallonnée             | 130           | Ina-Yoko Teutenberg | Ina-Yoko Teutenberg          |
| 3e étape  | 4 juill.  | Caerano di San Marco – Biadene | contre-la-montre individuel | 16,9          | Ina-Yoko Teutenberg | Ina-Yoko Teutenberg          |
| 4e étape  | 5 juill.  | Ficarolo – Lendinara           | étape de plaine             | 90            | Ina-Yoko Teutenberg | Ina-Yoko Teutenberg          |
| 5e étape  | 6 juill.  | Orta San Giulio – Pettenasco   | étape vallonnée             | 122           | Marianne Vos        | Marianne Vos                 |
| 6e étape  | 7 juill.  | Gallarate – Arcisate           | étape vallonnée             | 116,7         | Marianne Vos        | Marianne Vos                 |
| 7e étape  | 8 juill.  | Côme – Albese con Cassano      | étape de montagne           | 110,8         | Evelyn Stevens      | Marianne Vos                 |
| 8e étape  | 9 juill.  | Chiavenna – Livigno            | étape de montagne           | 93            | Mara Abbott         | Mara Abbott                  |
| 9e étape  | 10 juill. | Livigno – Stelvio              | étape de montagne           | 68,5          | Mara Abbott         | Mara Abbott                  |
| 10e étape | 11 juill. | Monza – Monza                  | étape de plaine             | 115           | Shelley Evans       | Mara Abbott                  |

## Déroulement de la course

### 1reétape

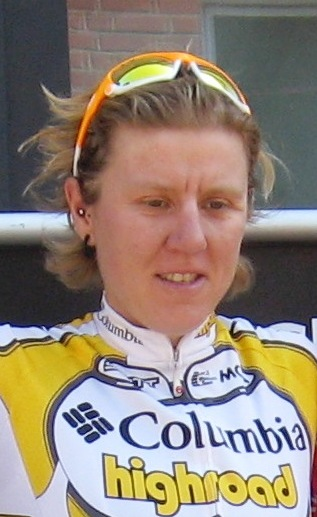
Ina-Yoko Teutenberg en 2009

L'équipe des Pays-Bas forme un train pour le sprint, mais Ina-Yoko Teutenberg ouvre au trois cents mètres et s'impose devant Giorgia Bronzini.
| \| Classement de l'étape \| Classement de l'étape \| Classement de l'étape \| Classement de l'étape \| Classement de l'étape \| \| Coureur \| Coureur \| Pays \| Équipe \| Temps \| \| --------------------- \| --------------------- \| --------------------- \| ------------------------------ \| --------------------- \| \| 1re \| Ina-Yoko Teutenberg \| Allemagne \| HTC-Columbia Women \| 1 h 19 min 14 s \| \| 2e \| Giorgia Bronzini \| Italie \| Gauss RDZ Ormu \| + 0 s \| \| 3e \| Kirsten Wild \| Pays-Bas \| Cervélo TestTeam \| + 0 s \| \| 4e \| Marianne Vos \| Pays-Bas \| Pays-Bas \| + 0 s \| \| 5e \| Barbara Guarischi \| Italie \| SC Michela Fanini Record Rox \| + 0 s \| \| 6e \| Rasa Leleivytė \| Lituanie \| Safi-Pasta Zara \| + 0 s \| \| 7e \| Shelley Evans \| États-Unis \| États-Unis \| + 0 s \| \| 8e \| Monia Baccaille \| Italie \| Valdarno \| + 0 s \| \| 9e \| Alessandra D'Ettorre \| Italie \| Top Girls Fassa Bortolo-Ghezzi \| + 0 s \| \| 10e \| Rochelle Gilmore \| Australie \| Lotto Ladies \| + 0 s \| |                      |            |                                |                 |
| |                      |            |                                |                 |
| |                      |            |                                |                 |
| Classement de l'étape |                      |            |                                |                 |
| Coureur | Coureur              | Pays       | Équipe                         | Temps           |
| 1re | Ina-Yoko Teutenberg  | Allemagne  | HTC-Columbia Women             | 1 h 19 min 14 s |
| 2e | Giorgia Bronzini     | Italie     | Gauss RDZ Ormu                 | + 0 s           |
| 3e | Kirsten Wild         | Pays-Bas   | Cervélo TestTeam               | + 0 s           |
| 4e | Marianne Vos         | Pays-Bas   | Pays-Bas                       | + 0 s           |
| 5e | Barbara Guarischi    | Italie     | SC Michela Fanini Record Rox   | + 0 s           |
| 6e | Rasa Leleivytė       | Lituanie   | Safi-Pasta Zara                | + 0 s           |
| 7e | Shelley Evans        | États-Unis | États-Unis                     | + 0 s           |
| 8e | Monia Baccaille      | Italie     | Valdarno                       | + 0 s           |
| 9e | Alessandra D'Ettorre | Italie     | Top Girls Fassa Bortolo-Ghezzi | + 0 s           |
| 10e | Rochelle Gilmore     | Australie  | Lotto Ladies                   | + 0 s           |

| \| Classement général \| Classement général \| Classement général \| Classement général \| Classement général \| \| Coureur \| Coureur \| Pays \| Équipe \| Temps \| \| ------------------ \| -------------------- \| ------------------ \| ------------------------------ \| ------------------ \| \| 1re \| Ina-Yoko Teutenberg \| Allemagne \| HTC-Columbia Women \| 1 h 19 min 04 s \| \| 2e \| Giorgia Bronzini \| Italie \| Gauss RDZ Ormu \| + 4 s \| \| 3e \| Kirsten Wild \| Pays-Bas \| Cervélo TestTeam \| + 6 s \| \| 4e \| Marianne Vos \| Pays-Bas \| Pays-Bas \| + 10 s \| \| 5e \| Barbara Guarischi \| Italie \| SC Michela Fanini Record Rox \| + 10 s \| \| 6e \| Rasa Leleivytė \| Lituanie \| Safi-Pasta Zara \| + 10 s \| \| 7e \| Shelley Evans \| États-Unis \| États-Unis \| + 10 s \| \| 8e \| Monia Baccaille \| Italie \| Valdarno \| + 10 s \| \| 9e \| Alessandra D'Ettorre \| Italie \| Top Girls Fassa Bortolo-Ghezzi \| + 10 s \| \| 10e \| Rochelle Gilmore \| Australie \| Lotto Ladies \| + 10 s \| |                      |            |                                |                 |
| |                      |            |                                |                 |
| |                      |            |                                |                 |
| Classement général |                      |            |                                |                 |
| Coureur | Coureur              | Pays       | Équipe                         | Temps           |
| 1re | Ina-Yoko Teutenberg  | Allemagne  | HTC-Columbia Women             | 1 h 19 min 04 s |
| 2e | Giorgia Bronzini     | Italie     | Gauss RDZ Ormu                 | + 4 s           |
| 3e | Kirsten Wild         | Pays-Bas   | Cervélo TestTeam               | + 6 s           |
| 4e | Marianne Vos         | Pays-Bas   | Pays-Bas                       | + 10 s          |
| 5e | Barbara Guarischi    | Italie     | SC Michela Fanini Record Rox   | + 10 s          |
| 6e | Rasa Leleivytė       | Lituanie   | Safi-Pasta Zara                | + 10 s          |
| 7e | Shelley Evans        | États-Unis | États-Unis                     | + 10 s          |
| 8e | Monia Baccaille      | Italie     | Valdarno                       | + 10 s          |
| 9e | Alessandra D'Ettorre | Italie     | Top Girls Fassa Bortolo-Ghezzi | + 10 s          |
| 10e | Rochelle Gilmore     | Australie  | Lotto Ladies                   | + 10 s          |

### 2eétape

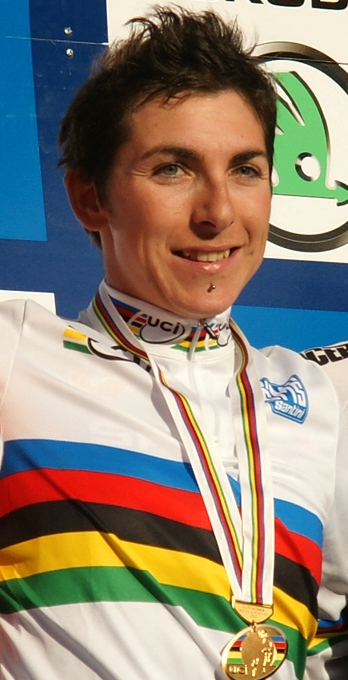
Giorgia Bronzini, aux championnats du monde 2011

Au kilomètre dix-huit, Natalia Boyarskaya et Roxane Knetemann attaquent. Elles restent durant une quinzaine de kilomètres en tête. Grete Treier tente ensuite sa chance et ouvre la route pendant soixante-dix kilomètres. Le peloton la reprend lors de l'avant dernier passage sur la ligne mené par la formation HTC-Columbia. Le sprint voit un nouveau duel entre Teutenberg et Bronzini qui tourne encore à l'avantage de l'Allemande.
| \| Classement de l'étape \| Classement de l'étape \| Classement de l'étape \| Classement de l'étape \| Classement de l'étape \| \| Coureur \| Coureur \| Pays \| Équipe \| Temps \| \| --------------------- \| --------------------- \| --------------------- \| ------------------------------ \| --------------------- \| \| 1re \| Ina-Yoko Teutenberg \| Allemagne \| HTC-Columbia Women \| 3 h 18 min 41 s \| \| 2e \| Giorgia Bronzini \| Italie \| Gauss RDZ Ormu \| + 0 s \| \| 3e \| Marianne Vos \| Pays-Bas \| Pays-Bas \| + 0 s \| \| 4e \| Shelley Evans \| États-Unis \| États-Unis \| + 0 s \| \| 5e \| Kirsten Wild \| Pays-Bas \| Cervélo TestTeam \| + 0 s \| \| 6e \| Alessandra D'Ettorre \| Italie \| Top Girls Fassa Bortolo-Ghezzi \| + 0 s \| \| 7e \| Barbara Guarischi \| Italie \| SC Michela Fanini Record Rox \| + 0 s \| \| 8e \| Julia Martisova \| Russie \| Gauss RDZ Ormu \| + 0 s \| \| 9e \| Annemiek van Vleuten \| Pays-Bas \| Pays-Bas \| + 0 s \| \| 10e \| Theresa Cliff-Ryan \| États-Unis \| États-Unis \| + 0 s \| |                      |            |                                |                 |
| |                      |            |                                |                 |
| |                      |            |                                |                 |
| Classement de l'étape |                      |            |                                |                 |
| Coureur | Coureur              | Pays       | Équipe                         | Temps           |
| 1re | Ina-Yoko Teutenberg  | Allemagne  | HTC-Columbia Women             | 3 h 18 min 41 s |
| 2e | Giorgia Bronzini     | Italie     | Gauss RDZ Ormu                 | + 0 s           |
| 3e | Marianne Vos         | Pays-Bas   | Pays-Bas                       | + 0 s           |
| 4e | Shelley Evans        | États-Unis | États-Unis                     | + 0 s           |
| 5e | Kirsten Wild         | Pays-Bas   | Cervélo TestTeam               | + 0 s           |
| 6e | Alessandra D'Ettorre | Italie     | Top Girls Fassa Bortolo-Ghezzi | + 0 s           |
| 7e | Barbara Guarischi    | Italie     | SC Michela Fanini Record Rox   | + 0 s           |
| 8e | Julia Martisova      | Russie     | Gauss RDZ Ormu                 | + 0 s           |
| 9e | Annemiek van Vleuten | Pays-Bas   | Pays-Bas                       | + 0 s           |
| 10e | Theresa Cliff-Ryan   | États-Unis | États-Unis                     | + 0 s           |

| \| Classement général \| Classement général \| Classement général \| Classement général \| Classement général \| \| Coureur \| Coureur \| Pays \| Équipe \| Temps \| \| ------------------ \| -------------------- \| ------------------ \| ------------------------------ \| ------------------ \| \| 1re \| Ina-Yoko Teutenberg \| Allemagne \| HTC-Columbia Women \| 4 h 37 min 35 s \| \| 2e \| Giorgia Bronzini \| Italie \| Gauss RDZ Ormu \| + 8 s \| \| 3e \| Kirsten Wild \| Pays-Bas \| Cervélo TestTeam \| + 15 s \| \| 4e \| Marianne Vos \| Pays-Bas \| Pays-Bas \| + 16 s \| \| 5e \| Grete Treier \| Estonie \| SC Michela Fanini Record Rox \| + 17 s \| \| 6e \| Claudia Häusler \| Allemagne \| Cervélo TestTeam \| + 18 s \| \| 7e \| Shelley Evans \| États-Unis \| États-Unis \| + 20 s \| \| 8e \| Barbara Guarischi \| Italie \| SC Michela Fanini Record Rox \| + 20 s \| \| 9e \| Alessandra D'Ettorre \| Italie \| Top Girls Fassa Bortolo-Ghezzi \| + 20 s \| \| 10e \| Annemiek van Vleuten \| Pays-Bas \| Pays-Bas \| + 20 s \| |                      |            |                                |                 |
| |                      |            |                                |                 |
| |                      |            |                                |                 |
| Classement général |                      |            |                                |                 |
| Coureur | Coureur              | Pays       | Équipe                         | Temps           |
| 1re | Ina-Yoko Teutenberg  | Allemagne  | HTC-Columbia Women             | 4 h 37 min 35 s |
| 2e | Giorgia Bronzini     | Italie     | Gauss RDZ Ormu                 | + 8 s           |
| 3e | Kirsten Wild         | Pays-Bas   | Cervélo TestTeam               | + 15 s          |
| 4e | Marianne Vos         | Pays-Bas   | Pays-Bas                       | + 16 s          |
| 5e | Grete Treier         | Estonie    | SC Michela Fanini Record Rox   | + 17 s          |
| 6e | Claudia Häusler      | Allemagne  | Cervélo TestTeam               | + 18 s          |
| 7e | Shelley Evans        | États-Unis | États-Unis                     | + 20 s          |
| 8e | Barbara Guarischi    | Italie     | SC Michela Fanini Record Rox   | + 20 s          |
| 9e | Alessandra D'Ettorre | Italie     | Top Girls Fassa Bortolo-Ghezzi | + 20 s          |
| 10e | Annemiek van Vleuten | Pays-Bas   | Pays-Bas                       | + 20 s          |

### 3eétape

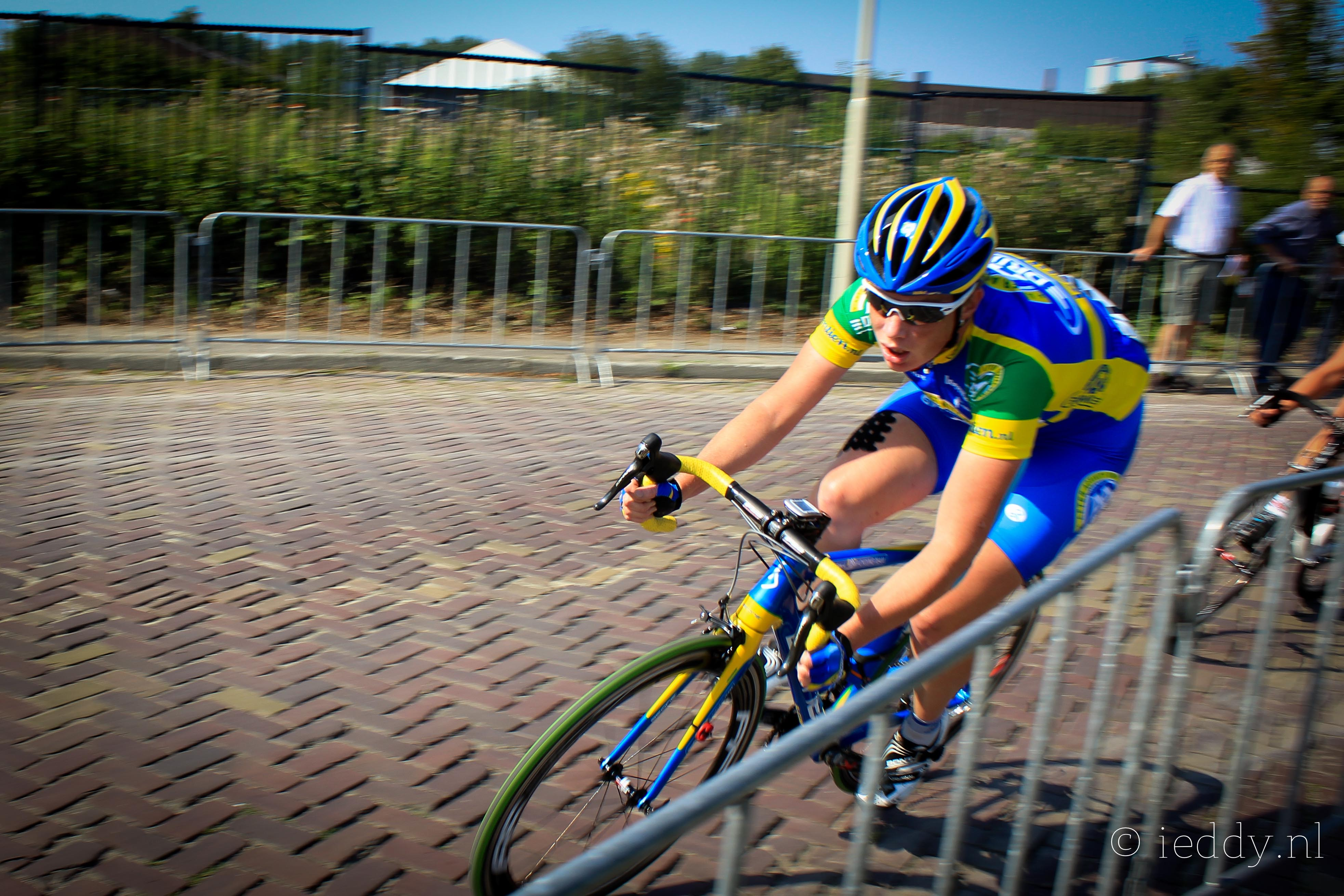
Kirsten Wild en 2011

Linda Villumsen détient longtemps le meilleur temps avec 22 minutes 13 secondes. Marianne Vos réalise  une seconde de plus. Judith Arndt, également membre de la HTC-Columbia, est la première à battre le temps de la Danoise. Kirsten Wild devance cette marque. Ina-Yoko Teutenberg, dernière à s'élancer, améliore nettement la marque pour s'imposer.
| \| Classement de l'étape \| Classement de l'étape \| Classement de l'étape \| Classement de l'étape \| Classement de l'étape \| \| Coureur \| Coureur \| Pays \| Équipe \| Temps \| \| --------------------- \| --------------------- \| --------------------- \| --------------------- \| --------------------- \| \| 1re \| Ina-Yoko Teutenberg \| Allemagne \| HTC-Columbia Women \| 21 min 50 s \| \| 2e \| Kirsten Wild \| Pays-Bas \| Cervélo TestTeam \| + 21 s \| \| 3e \| Judith Arndt \| Allemagne \| HTC-Columbia Women \| + 22 s \| \| 4e \| Linda Villumsen \| Nouvelle-Zélande \| HTC-Columbia Women \| + 23 s \| \| 5e \| Marianne Vos \| Pays-Bas \| Pays-Bas \| + 24 s \| \| 6e \| Shelley Evans \| États-Unis \| États-Unis \| + 42 s \| \| 7e \| Annemiek van Vleuten \| Pays-Bas \| Pays-Bas \| + 51 s \| \| 8e \| Amber Neben \| États-Unis \| États-Unis \| + 52 s \| \| 9e \| Alison Tetrick \| États-Unis \| États-Unis \| + 54 s \| \| 10e \| Iris Slappendel \| Pays-Bas \| Cervélo TestTeam \| + 54 s \| |                      |                  |                    |             |
| |                      |                  |                    |             |
| |                      |                  |                    |             |
| Classement de l'étape |                      |                  |                    |             |
| Coureur | Coureur              | Pays             | Équipe             | Temps       |
| 1re | Ina-Yoko Teutenberg  | Allemagne        | HTC-Columbia Women | 21 min 50 s |
| 2e | Kirsten Wild         | Pays-Bas         | Cervélo TestTeam   | + 21 s      |
| 3e | Judith Arndt         | Allemagne        | HTC-Columbia Women | + 22 s      |
| 4e | Linda Villumsen      | Nouvelle-Zélande | HTC-Columbia Women | + 23 s      |
| 5e | Marianne Vos         | Pays-Bas         | Pays-Bas           | + 24 s      |
| 6e | Shelley Evans        | États-Unis       | États-Unis         | + 42 s      |
| 7e | Annemiek van Vleuten | Pays-Bas         | Pays-Bas           | + 51 s      |
| 8e | Amber Neben          | États-Unis       | États-Unis         | + 52 s      |
| 9e | Alison Tetrick       | États-Unis       | États-Unis         | + 54 s      |
| 10e | Iris Slappendel      | Pays-Bas         | Cervélo TestTeam   | + 54 s      |

| \| Classement général \| Classement général \| Classement général \| Classement général \| Classement général \| \| Coureur \| Coureur \| Pays \| Équipe \| Temps \| \| ------------------ \| -------------------- \| ------------------ \| ------------------ \| ------------------ \| \| 1re \| Ina-Yoko Teutenberg \| Allemagne \| HTC-Columbia Women \| 4 h 59 min 25 s \| \| 2e \| Kirsten Wild \| Pays-Bas \| Cervélo TestTeam \| + 36 s \| \| 3e \| Marianne Vos \| Pays-Bas \| Pays-Bas \| + 40 s \| \| 4e \| Judith Arndt \| Allemagne \| HTC-Columbia Women \| + 42 s \| \| 5e \| Linda Villumsen \| Nouvelle-Zélande \| HTC-Columbia Women \| + 43 s \| \| 6e \| Shelley Evans \| États-Unis \| États-Unis \| + 1 min 03 s \| \| 7e \| Annemiek van Vleuten \| Pays-Bas \| Pays-Bas \| + 1 min 11 s \| \| 8e \| Amber Neben \| États-Unis \| États-Unis \| + 1 min 12 s \| \| 9e \| Alison Tetrick \| États-Unis \| États-Unis \| + 1 min 14 s \| \| 10e \| Iris Slappendel \| Pays-Bas \| Cervélo TestTeam \| + 1 min 14 s \| |                      |                  |                    |                 |
| |                      |                  |                    |                 |
| |                      |                  |                    |                 |
| Classement général |                      |                  |                    |                 |
| Coureur | Coureur              | Pays             | Équipe             | Temps           |
| 1re | Ina-Yoko Teutenberg  | Allemagne        | HTC-Columbia Women | 4 h 59 min 25 s |
| 2e | Kirsten Wild         | Pays-Bas         | Cervélo TestTeam   | + 36 s          |
| 3e | Marianne Vos         | Pays-Bas         | Pays-Bas           | + 40 s          |
| 4e | Judith Arndt         | Allemagne        | HTC-Columbia Women | + 42 s          |
| 5e | Linda Villumsen      | Nouvelle-Zélande | HTC-Columbia Women | + 43 s          |
| 6e | Shelley Evans        | États-Unis       | États-Unis         | + 1 min 03 s    |
| 7e | Annemiek van Vleuten | Pays-Bas         | Pays-Bas           | + 1 min 11 s    |
| 8e | Amber Neben          | États-Unis       | États-Unis         | + 1 min 12 s    |
| 9e | Alison Tetrick       | États-Unis       | États-Unis         | + 1 min 14 s    |
| 10e | Iris Slappendel      | Pays-Bas         | Cervélo TestTeam   | + 1 min 14 s    |

### 4eétape
Il y a peu de tentative d'échappée. Viktoriya Vologdnina tente seule à mi-étape. Gloria Presti et Luisa Tamanini essayent dans le final, mais le sprint est inévitable. Ina-Yoko Teutenberg remporte la quatrième étape consécutive.
| \| Classement de l'étape \| Classement de l'étape \| Classement de l'étape \| Classement de l'étape \| Classement de l'étape \| \| Coureur \| Coureur \| Pays \| Équipe \| Temps \| \| --------------------- \| --------------------- \| --------------------- \| ------------------------------ \| --------------------- \| \| 1re \| Ina-Yoko Teutenberg \| Allemagne \| HTC-Columbia Women \| 2 h 19 min 24 s \| \| 2e \| Kirsten Wild \| Pays-Bas \| Cervélo TestTeam \| + 0 s \| \| 3e \| Shelley Evans \| États-Unis \| États-Unis \| + 0 s \| \| 4e \| Giorgia Bronzini \| Italie \| Gauss RDZ Ormu \| + 0 s \| \| 5e \| Annemiek van Vleuten \| Pays-Bas \| Pays-Bas \| + 0 s \| \| 6e \| Alessandra D'Ettorre \| Italie \| Top Girls Fassa Bortolo-Ghezzi \| + 0 s \| \| 7e \| Barbara Guarischi \| Italie \| SC Michela Fanini Record Rox \| + 0 s \| \| 8e \| Marianne Vos \| Pays-Bas \| Pays-Bas \| + 0 s \| \| 9e \| Rasa Leleivytė \| Lituanie \| Safi-Pasta Zara \| + 0 s \| \| 10e \| Valentina Scandolara \| Italie \| Vaiano Solaristech \| + 0 s \| |                      |            |                                |                 |
| |                      |            |                                |                 |
| |                      |            |                                |                 |
| Classement de l'étape |                      |            |                                |                 |
| Coureur | Coureur              | Pays       | Équipe                         | Temps           |
| 1re | Ina-Yoko Teutenberg  | Allemagne  | HTC-Columbia Women             | 2 h 19 min 24 s |
| 2e | Kirsten Wild         | Pays-Bas   | Cervélo TestTeam               | + 0 s           |
| 3e | Shelley Evans        | États-Unis | États-Unis                     | + 0 s           |
| 4e | Giorgia Bronzini     | Italie     | Gauss RDZ Ormu                 | + 0 s           |
| 5e | Annemiek van Vleuten | Pays-Bas   | Pays-Bas                       | + 0 s           |
| 6e | Alessandra D'Ettorre | Italie     | Top Girls Fassa Bortolo-Ghezzi | + 0 s           |
| 7e | Barbara Guarischi    | Italie     | SC Michela Fanini Record Rox   | + 0 s           |
| 8e | Marianne Vos         | Pays-Bas   | Pays-Bas                       | + 0 s           |
| 9e | Rasa Leleivytė       | Lituanie   | Safi-Pasta Zara                | + 0 s           |
| 10e | Valentina Scandolara | Italie     | Vaiano Solaristech             | + 0 s           |

| \| Classement général \| Classement général \| Classement général \| Classement général \| Classement général \| \| Coureur \| Coureur \| Pays \| Équipe \| Temps \| \| ------------------ \| -------------------- \| ------------------ \| ------------------ \| ------------------ \| \| 1re \| Ina-Yoko Teutenberg \| Allemagne \| HTC-Columbia Women \| 7 h 18 min 39 s \| \| 2e \| Kirsten Wild \| Pays-Bas \| Cervélo TestTeam \| + 40 s \| \| 3e \| Marianne Vos \| Pays-Bas \| Pays-Bas \| + 50 s \| \| 4e \| Judith Arndt \| Allemagne \| HTC-Columbia Women \| + 57 s \| \| 5e \| Linda Villumsen \| Nouvelle-Zélande \| HTC-Columbia Women \| + 58 s \| \| 6e \| Shelley Evans \| États-Unis \| États-Unis \| + 1 min 09 s \| \| 7e \| Annemiek van Vleuten \| Pays-Bas \| Pays-Bas \| + 1 min 21 s \| \| 8e \| Amber Neben \| États-Unis \| États-Unis \| + 1 min 27 s \| \| 9e \| Iris Slappendel \| Pays-Bas \| Cervélo TestTeam \| + 1 min 29 s \| \| 10e \| Evelyn Stevens \| États-Unis \| HTC-Columbia Women \| + 1 min 30 s \| |                      |                  |                    |                 |
| |                      |                  |                    |                 |
| |                      |                  |                    |                 |
| Classement général |                      |                  |                    |                 |
| Coureur | Coureur              | Pays             | Équipe             | Temps           |
| 1re | Ina-Yoko Teutenberg  | Allemagne        | HTC-Columbia Women | 7 h 18 min 39 s |
| 2e | Kirsten Wild         | Pays-Bas         | Cervélo TestTeam   | + 40 s          |
| 3e | Marianne Vos         | Pays-Bas         | Pays-Bas           | + 50 s          |
| 4e | Judith Arndt         | Allemagne        | HTC-Columbia Women | + 57 s          |
| 5e | Linda Villumsen      | Nouvelle-Zélande | HTC-Columbia Women | + 58 s          |
| 6e | Shelley Evans        | États-Unis       | États-Unis         | + 1 min 09 s    |
| 7e | Annemiek van Vleuten | Pays-Bas         | Pays-Bas           | + 1 min 21 s    |
| 8e | Amber Neben          | États-Unis       | États-Unis         | + 1 min 27 s    |
| 9e | Iris Slappendel      | Pays-Bas         | Cervélo TestTeam   | + 1 min 29 s    |
| 10e | Evelyn Stevens       | États-Unis       | HTC-Columbia Women | + 1 min 30 s    |

### 5eétape

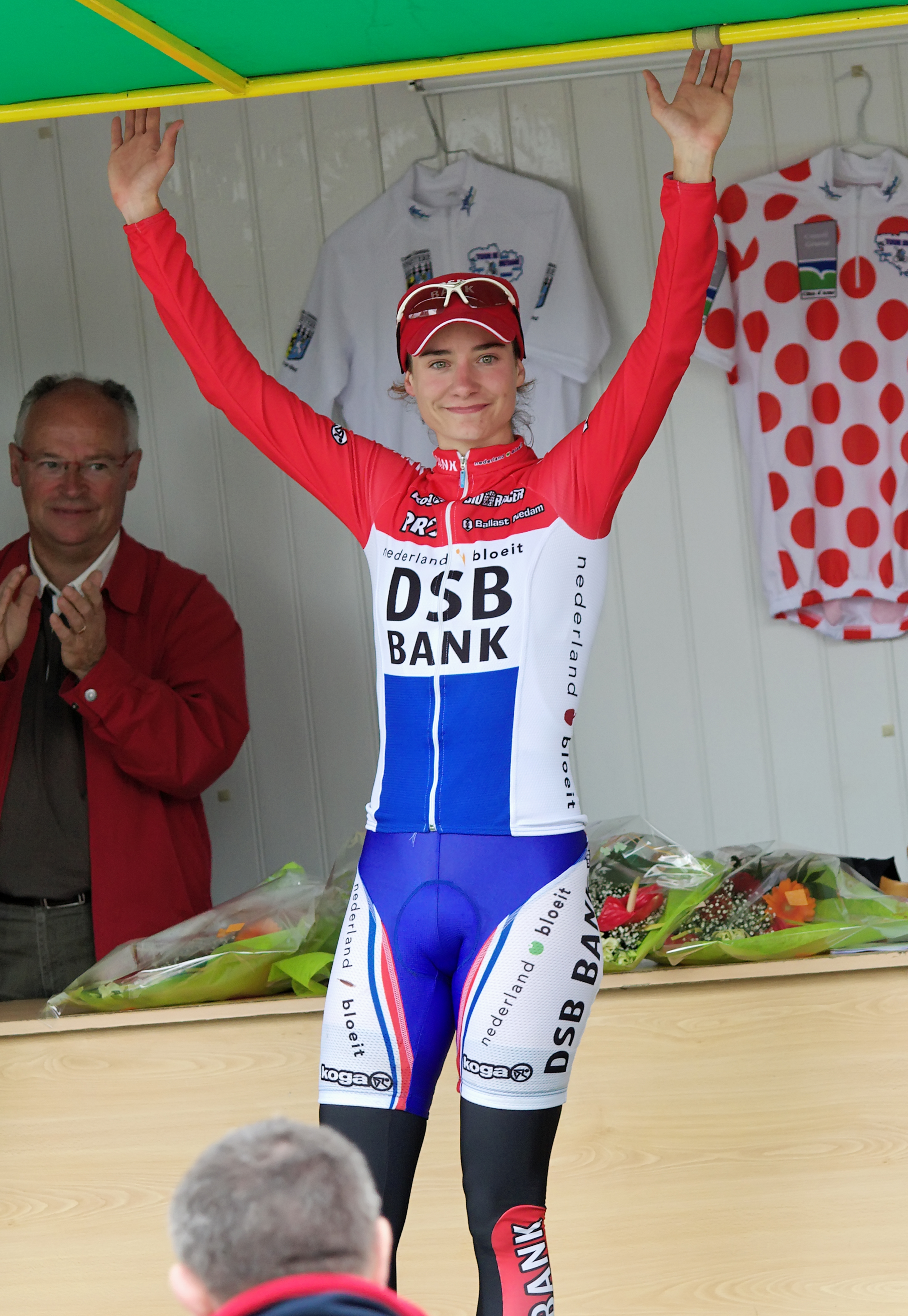
Marianne Vos en 2009

La première échappée est Lauren Kitchen. Reprise, un groupe se forme avec Claudia Häusler, Patricia Schwager, Giorgia Bronzini, Olga Zabelinskaïa, Marianne Vos, Annemiek van Vleuten. Il est néanmoins repris. Le prix de la montagne est remporté par Martine Bras lors du premier tour et par Emma Pooley lors du second. Lors du troisième tour de circuit, Marta Vilajosana sort du peloton. Elle est reprise au début de l'ascension. C'est lors de la dernière montée que l'échappée décisive part. Elle est constituée de : Emma Pooley, Marianne Vos, Claudia Häusler, Judith Arndt, Olga Zabelinskaïa, Grete Treier, Tatiana Guderzo, Annemiek van Vleuten et Mara Abbott. Dans le dernier kilomètre, Tatiana Guderzo attaque. Elle est seulement suivie par Marianne Vos, qui la bat au sprint. La Néerlandaise s'empare du maillot rose.
| \| Classement de l'étape \| Classement de l'étape \| Classement de l'étape \| Classement de l'étape \| Classement de l'étape \| \| Coureur \| Coureur \| Pays \| Équipe \| Temps \| \| --------------------- \| --------------------- \| --------------------- \| --------------------- \| --------------------- \| \| 1re \| Marianne Vos \| Pays-Bas \| Pays-Bas \| 3 h 21 min 20 s \| \| 2e \| Tatiana Guderzo \| Italie \| Valdarno \| + 1 s \| \| 3e \| Judith Arndt \| Allemagne \| HTC-Columbia Women \| + 8 s \| \| 4e \| Mara Abbott \| États-Unis \| États-Unis \| + 9 s \| \| 5e \| Claudia Häusler \| Allemagne \| Cervélo TestTeam \| + 10 s \| \| 6e \| Olga Zabelinskaïa \| Russie \| Safi-Pasta Zara \| + 18 s \| \| 7e \| Emma Pooley \| Royaume-Uni \| Cervélo TestTeam \| + 18 s \| \| 8e \| Yevheniya Vysotska \| Ukraine \| Valdarno \| + 33 s \| \| 9e \| Evelyn Stevens \| États-Unis \| HTC-Columbia Women \| + 33 s \| \| 10e \| Edita Pučinskaitė \| Lituanie \| Gauss RDZ Ormu \| + 41 s \| |                    |             |                    |                 |
| |                    |             |                    |                 |
| |                    |             |                    |                 |
| Classement de l'étape |                    |             |                    |                 |
| Coureur | Coureur            | Pays        | Équipe             | Temps           |
| 1re | Marianne Vos       | Pays-Bas    | Pays-Bas           | 3 h 21 min 20 s |
| 2e | Tatiana Guderzo    | Italie      | Valdarno           | + 1 s           |
| 3e | Judith Arndt       | Allemagne   | HTC-Columbia Women | + 8 s           |
| 4e | Mara Abbott        | États-Unis  | États-Unis         | + 9 s           |
| 5e | Claudia Häusler    | Allemagne   | Cervélo TestTeam   | + 10 s          |
| 6e | Olga Zabelinskaïa  | Russie      | Safi-Pasta Zara    | + 18 s          |
| 7e | Emma Pooley        | Royaume-Uni | Cervélo TestTeam   | + 18 s          |
| 8e | Yevheniya Vysotska | Ukraine     | Valdarno           | + 33 s          |
| 9e | Evelyn Stevens     | États-Unis  | HTC-Columbia Women | + 33 s          |
| 10e | Edita Pučinskaitė  | Lituanie    | Gauss RDZ Ormu     | + 41 s          |

| \| Classement général \| Classement général \| Classement général \| Classement général \| Classement général \| \| Coureur \| Coureur \| Pays \| Équipe \| Temps \| \| ------------------ \| ------------------ \| ------------------ \| ---------------------------- \| ------------------ \| \| 1re \| Marianne Vos \| Pays-Bas \| Pays-Bas \| 10 h 40 min 39 s \| \| 2e \| Judith Arndt \| Allemagne \| HTC-Columbia Women \| + 21 s \| \| 3e \| Tatiana Guderzo \| Italie \| Valdarno \| + 45 s \| \| 4e \| Claudia Häusler \| Allemagne \| Cervélo TestTeam \| + 1 min 04 s \| \| 5e \| Emma Pooley \| Royaume-Uni \| Cervélo TestTeam \| + 1 min 18 s \| \| 6e \| Evelyn Stevens \| États-Unis \| HTC-Columbia Women \| + 1 min 23 s \| \| 7e \| Olga Zabelinskaïa \| Russie \| Safi-Pasta Zara \| + 1 min 25 s \| \| 8e \| Mara Abbott \| États-Unis \| États-Unis \| + 1 min 29 s \| \| 9e \| Linda Villumsen \| Nouvelle-Zélande \| HTC-Columbia Women \| + 1 min 39 s \| \| 10e \| Grete Treier \| Estonie \| SC Michela Fanini Record Rox \| + 1 min 58 s \| |                   |                  |                              |                  |
| |                   |                  |                              |                  |
| |                   |                  |                              |                  |
| Classement général |                   |                  |                              |                  |
| Coureur | Coureur           | Pays             | Équipe                       | Temps            |
| 1re | Marianne Vos      | Pays-Bas         | Pays-Bas                     | 10 h 40 min 39 s |
| 2e | Judith Arndt      | Allemagne        | HTC-Columbia Women           | + 21 s           |
| 3e | Tatiana Guderzo   | Italie           | Valdarno                     | + 45 s           |
| 4e | Claudia Häusler   | Allemagne        | Cervélo TestTeam             | + 1 min 04 s     |
| 5e | Emma Pooley       | Royaume-Uni      | Cervélo TestTeam             | + 1 min 18 s     |
| 6e | Evelyn Stevens    | États-Unis       | HTC-Columbia Women           | + 1 min 23 s     |
| 7e | Olga Zabelinskaïa | Russie           | Safi-Pasta Zara              | + 1 min 25 s     |
| 8e | Mara Abbott       | États-Unis       | États-Unis                   | + 1 min 29 s     |
| 9e | Linda Villumsen   | Nouvelle-Zélande | HTC-Columbia Women           | + 1 min 39 s     |
| 10e | Grete Treier      | Estonie          | SC Michela Fanini Record Rox | + 1 min 58 s     |

### 6eétape

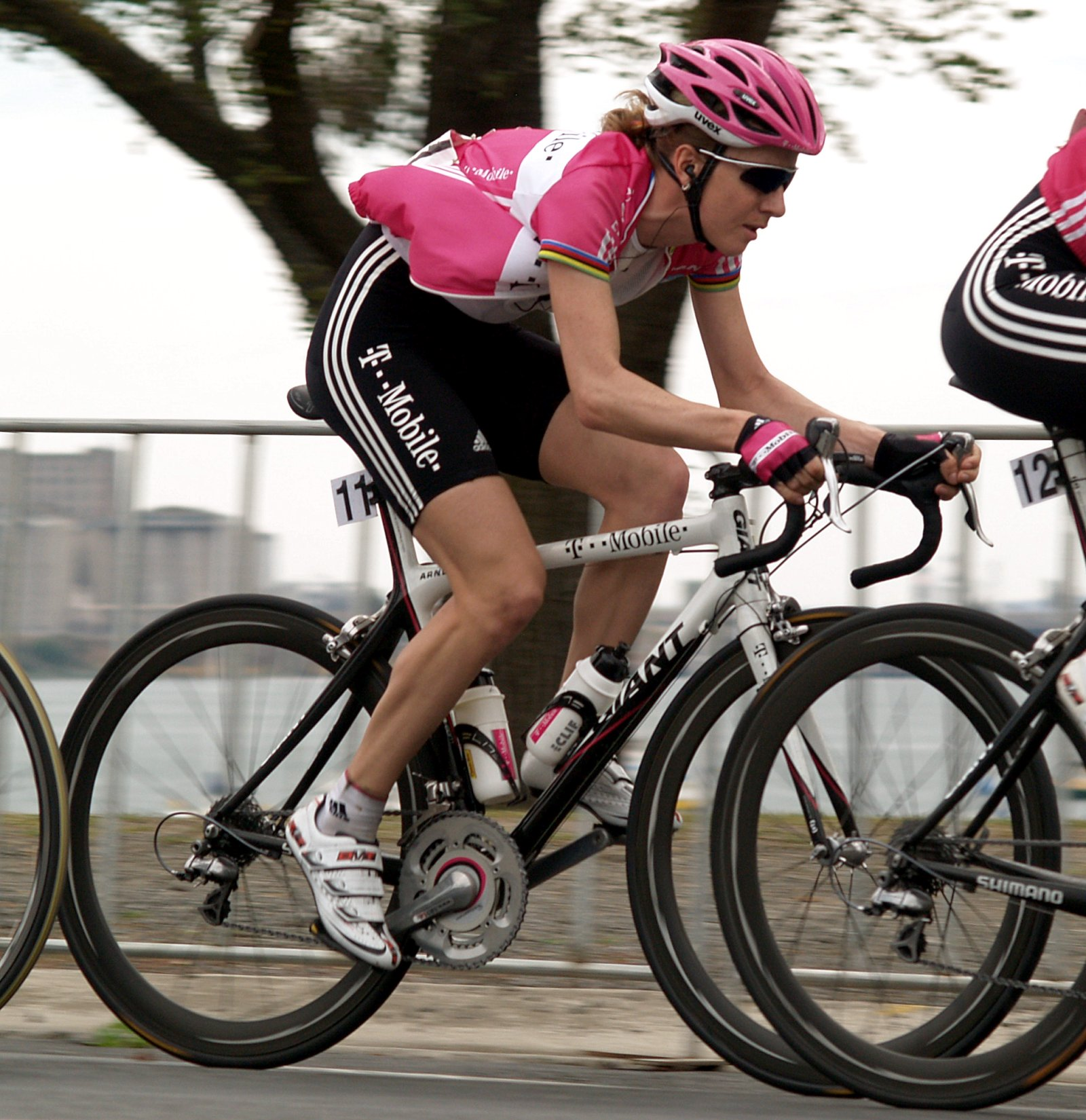
Judith Arndt en 2007

Lauren Kitchen, Silvia Valsecchi et Alessandra Borchi partent au kilomètre zéro. Leur avance culmine à deux minutes, mais elles sont reprises au pied de la montée vers Cunardo. Le peloton se réduit à trente coureuses dans celle-ci. Emma Pooley prend les points du classement de la montagne. Dans le final, Olga Zabelinskaïa attaque. Elle est suivie par Judith Arndt. Marianne Vos, sentant le bon coup, revient de l'arrière. Au sprint, l'Allemande lance le sprint, mais la Néerlandaise la remonte pour gagner.
| \| Classement de l'étape \| Classement de l'étape \| Classement de l'étape \| Classement de l'étape \| Classement de l'étape \| \| Coureur \| Coureur \| Pays \| Équipe \| Temps \| \| --------------------- \| --------------------- \| --------------------- \| ------------------------------ \| --------------------- \| \| 1re \| Marianne Vos \| Pays-Bas \| Pays-Bas \| 3 h 10 min 18 s \| \| 2e \| Judith Arndt \| Allemagne \| HTC-Columbia Women \| + 0 s \| \| 3e \| Olga Zabelinskaïa \| Russie \| Safi-Pasta Zara \| + 0 s \| \| 4e \| Tatiana Guderzo \| Italie \| Valdarno \| + 8 s \| \| 5e \| Edita Pučinskaitė \| Lituanie \| Gauss RDZ Ormu \| + 9 s \| \| 6e \| Nina Ovcharenko \| Ukraine \| SC Michela Fanini Record Rox \| + 9 s \| \| 7e \| Yevheniya Vysotska \| Ukraine \| Valdarno \| + 9 s \| \| 8e \| Elena Berlato \| Italie \| Top Girls Fassa Bortolo-Ghezzi \| + 9 s \| \| 9e \| Mara Abbott \| États-Unis \| États-Unis \| + 9 s \| \| 10e \| Claudia Häusler \| Allemagne \| Cervélo TestTeam \| + 9 s \| |                    |            |                                |                 |
| |                    |            |                                |                 |
| |                    |            |                                |                 |
| Classement de l'étape |                    |            |                                |                 |
| Coureur | Coureur            | Pays       | Équipe                         | Temps           |
| 1re | Marianne Vos       | Pays-Bas   | Pays-Bas                       | 3 h 10 min 18 s |
| 2e | Judith Arndt       | Allemagne  | HTC-Columbia Women             | + 0 s           |
| 3e | Olga Zabelinskaïa  | Russie     | Safi-Pasta Zara                | + 0 s           |
| 4e | Tatiana Guderzo    | Italie     | Valdarno                       | + 8 s           |
| 5e | Edita Pučinskaitė  | Lituanie   | Gauss RDZ Ormu                 | + 9 s           |
| 6e | Nina Ovcharenko    | Ukraine    | SC Michela Fanini Record Rox   | + 9 s           |
| 7e | Yevheniya Vysotska | Ukraine    | Valdarno                       | + 9 s           |
| 8e | Elena Berlato      | Italie     | Top Girls Fassa Bortolo-Ghezzi | + 9 s           |
| 9e | Mara Abbott        | États-Unis | États-Unis                     | + 9 s           |
| 10e | Claudia Häusler    | Allemagne  | Cervélo TestTeam               | + 9 s           |

| \| Classement général \| Classement général \| Classement général \| Classement général \| Classement général \| \| Coureur \| Coureur \| Pays \| Équipe \| Temps \| \| ------------------ \| -------------------- \| ------------------ \| ------------------ \| ------------------ \| \| 1re \| Marianne Vos \| Pays-Bas \| Pays-Bas \| 13 h 50 min 47 s \| \| 2e \| Judith Arndt \| Allemagne \| HTC-Columbia Women \| + 25 s \| \| 3e \| Tatiana Guderzo \| Italie \| Valdarno \| + 1 min 03 s \| \| 4e \| Claudia Häusler \| Allemagne \| Cervélo TestTeam \| + 1 min 23 s \| \| 5e \| Olga Zabelinskaïa \| Russie \| Safi-Pasta Zara \| + 1 min 31 s \| \| 6e \| Emma Pooley \| Royaume-Uni \| Cervélo TestTeam \| + 1 min 42 s \| \| 7e \| Mara Abbott \| États-Unis \| États-Unis \| + 1 min 48 s \| \| 8e \| Evelyn Stevens \| États-Unis \| HTC-Columbia Women \| + 2 min 00 s \| \| 9e \| Linda Villumsen \| Nouvelle-Zélande \| HTC-Columbia Women \| + 2 min 16 s \| \| 10e \| Annemiek van Vleuten \| Pays-Bas \| Pays-Bas \| + 2 min 25 s \| |                      |                  |                    |                  |
| |                      |                  |                    |                  |
| |                      |                  |                    |                  |
| Classement général |                      |                  |                    |                  |
| Coureur | Coureur              | Pays             | Équipe             | Temps            |
| 1re | Marianne Vos         | Pays-Bas         | Pays-Bas           | 13 h 50 min 47 s |
| 2e | Judith Arndt         | Allemagne        | HTC-Columbia Women | + 25 s           |
| 3e | Tatiana Guderzo      | Italie           | Valdarno           | + 1 min 03 s     |
| 4e | Claudia Häusler      | Allemagne        | Cervélo TestTeam   | + 1 min 23 s     |
| 5e | Olga Zabelinskaïa    | Russie           | Safi-Pasta Zara    | + 1 min 31 s     |
| 6e | Emma Pooley          | Royaume-Uni      | Cervélo TestTeam   | + 1 min 42 s     |
| 7e | Mara Abbott          | États-Unis       | États-Unis         | + 1 min 48 s     |
| 8e | Evelyn Stevens       | États-Unis       | HTC-Columbia Women | + 2 min 00 s     |
| 9e | Linda Villumsen      | Nouvelle-Zélande | HTC-Columbia Women | + 2 min 16 s     |
| 10e | Annemiek van Vleuten | Pays-Bas         | Pays-Bas           | + 2 min 25 s     |

### 7eétape

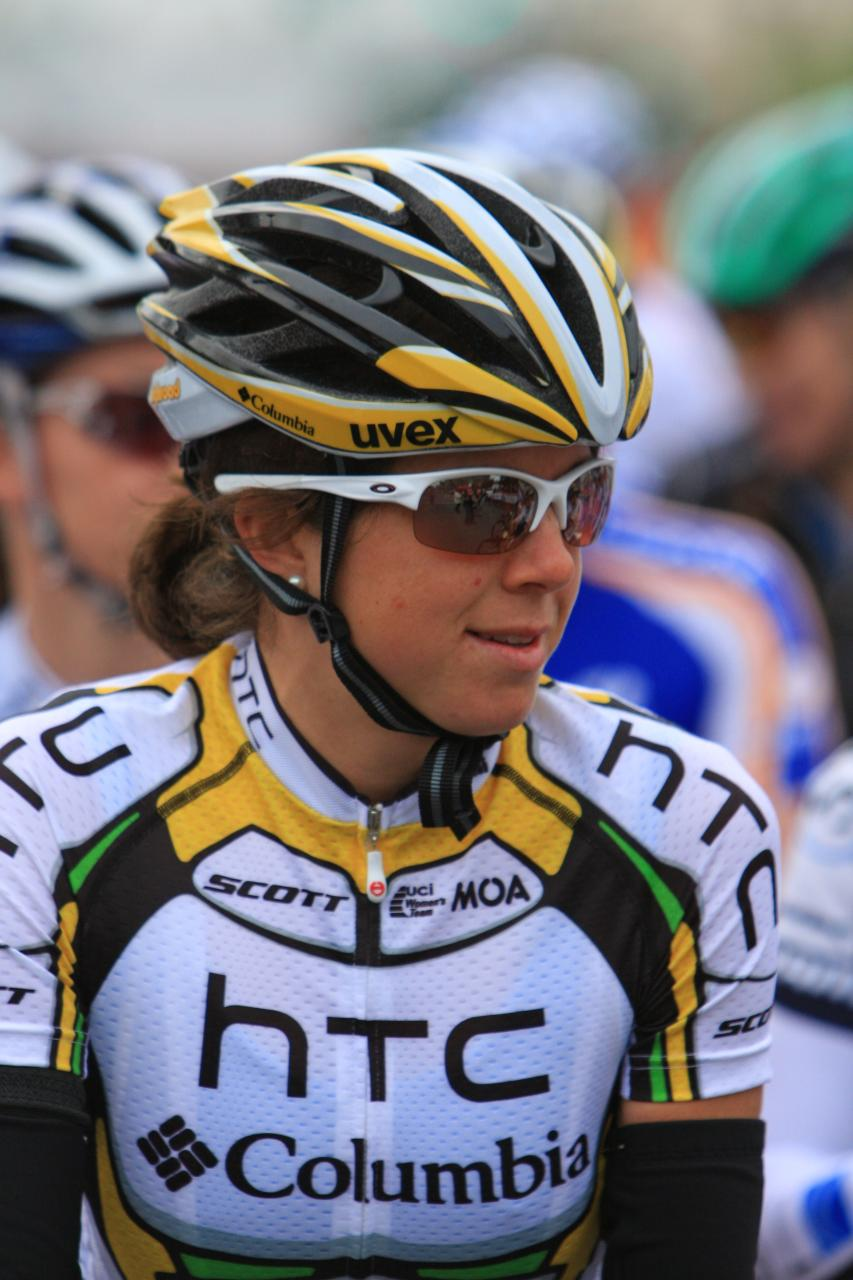
Evelyn Stevens en 2010

Dans la montée vers Colma di Sormano, le peloton perd des éléments. Un groupe de tête se détache avec Tatiana Guderzo, Yevheniya Vysotska , Evelyn Stevens, Judith Arndt et Mara Abbott. Il compte près d'un minute d'avance. Dans la descente vers Pusiano, un groupe de poursuite effectue la jonction. Il y a là Marianne Vos, Claudia Häulser, Tatiana Antoshina, Amber Neben. En arrivant à Bellagio, Evelyn Stevens attaque. Elle arrive au pied du Ghisallo avec une minute vingt-huit d'avance. Elle parvient à se maintenir en tête jusqu'à la ligne d'arrivée et offre ainsi une cinquième victoires sur ce Tour d'Italie à la formation HTC-Columbia,.
| \| Classement de l'étape \| Classement de l'étape \| Classement de l'étape \| Classement de l'étape \| Classement de l'étape \| \| Coureur \| Coureur \| Pays \| Équipe \| Temps \| \| --------------------- \| --------------------- \| --------------------- \| ------------------------------ \| --------------------- \| \| 1re \| Evelyn Stevens \| États-Unis \| HTC-Columbia Women \| 3 h 14 min 33 s \| \| 2e \| Marianne Vos \| Pays-Bas \| Pays-Bas \| + 42 s \| \| 3e \| Judith Arndt \| Allemagne \| HTC-Columbia Women \| + 42 s \| \| 4e \| Tatiana Guderzo \| Italie \| Valdarno \| + 42 s \| \| 5e \| Claudia Häusler \| Allemagne \| Cervélo TestTeam \| + 42 s \| \| 6e \| Mara Abbott \| États-Unis \| États-Unis \| + 42 s \| \| 7e \| Yevheniya Vysotska \| Ukraine \| Valdarno \| + 42 s \| \| 8e \| Amber Neben \| États-Unis \| États-Unis \| + 42 s \| \| 9e \| Olga Zabelinskaïa \| Russie \| Safi-Pasta Zara \| + 5 min 39 s \| \| 10e \| Elena Berlato \| Italie \| Top Girls Fassa Bortolo-Ghezzi \| + 5 min 39 s \| |                    |            |                                |                 |
| |                    |            |                                |                 |
| |                    |            |                                |                 |
| Classement de l'étape |                    |            |                                |                 |
| Coureur | Coureur            | Pays       | Équipe                         | Temps           |
| 1re | Evelyn Stevens     | États-Unis | HTC-Columbia Women             | 3 h 14 min 33 s |
| 2e | Marianne Vos       | Pays-Bas   | Pays-Bas                       | + 42 s          |
| 3e | Judith Arndt       | Allemagne  | HTC-Columbia Women             | + 42 s          |
| 4e | Tatiana Guderzo    | Italie     | Valdarno                       | + 42 s          |
| 5e | Claudia Häusler    | Allemagne  | Cervélo TestTeam               | + 42 s          |
| 6e | Mara Abbott        | États-Unis | États-Unis                     | + 42 s          |
| 7e | Yevheniya Vysotska | Ukraine    | Valdarno                       | + 42 s          |
| 8e | Amber Neben        | États-Unis | États-Unis                     | + 42 s          |
| 9e | Olga Zabelinskaïa  | Russie     | Safi-Pasta Zara                | + 5 min 39 s    |
| 10e | Elena Berlato      | Italie     | Top Girls Fassa Bortolo-Ghezzi | + 5 min 39 s    |

| \| Classement général \| Classement général \| Classement général \| Classement général \| Classement général \| \| Coureur \| Coureur \| Pays \| Équipe \| Temps \| \| ------------------ \| ------------------ \| ------------------ \| ------------------ \| ------------------ \| \| 1re \| Marianne Vos \| Pays-Bas \| Pays-Bas \| 17 h 05 min 56 s \| \| 2e \| Judith Arndt \| Allemagne \| HTC-Columbia Women \| + 27 s \| \| 3e \| Tatiana Guderzo \| Italie \| Valdarno \| + 1 min 09 s \| \| 4e \| Evelyn Stevens \| États-Unis \| HTC-Columbia Women \| + 1 min 14 s \| \| 5e \| Claudia Häusler \| Allemagne \| Cervélo TestTeam \| + 1 min 29 s \| \| 6e \| Mara Abbott \| États-Unis \| États-Unis \| + 1 min 54 s \| \| 7e \| Amber Neben \| États-Unis \| États-Unis \| + 3 min 02 s \| \| 8e \| Yevheniya Vysotska \| Ukraine \| Valdarno \| + 3 min 11 s \| \| 9e \| Olga Zabelinskaïa \| Russie \| Safi-Pasta Zara \| + 6 min 34 s \| \| 10e \| Emma Pooley \| Royaume-Uni \| Cervélo TestTeam \| + 6 min 45 s \| |                    |             |                    |                  |
| |                    |             |                    |                  |
| |                    |             |                    |                  |
| Classement général |                    |             |                    |                  |
| Coureur | Coureur            | Pays        | Équipe             | Temps            |
| 1re | Marianne Vos       | Pays-Bas    | Pays-Bas           | 17 h 05 min 56 s |
| 2e | Judith Arndt       | Allemagne   | HTC-Columbia Women | + 27 s           |
| 3e | Tatiana Guderzo    | Italie      | Valdarno           | + 1 min 09 s     |
| 4e | Evelyn Stevens     | États-Unis  | HTC-Columbia Women | + 1 min 14 s     |
| 5e | Claudia Häusler    | Allemagne   | Cervélo TestTeam   | + 1 min 29 s     |
| 6e | Mara Abbott        | États-Unis  | États-Unis         | + 1 min 54 s     |
| 7e | Amber Neben        | États-Unis  | États-Unis         | + 3 min 02 s     |
| 8e | Yevheniya Vysotska | Ukraine     | Valdarno           | + 3 min 11 s     |
| 9e | Olga Zabelinskaïa  | Russie      | Safi-Pasta Zara    | + 6 min 34 s     |
| 10e | Emma Pooley        | Royaume-Uni | Cervélo TestTeam   | + 6 min 45 s     |

### 8eétape

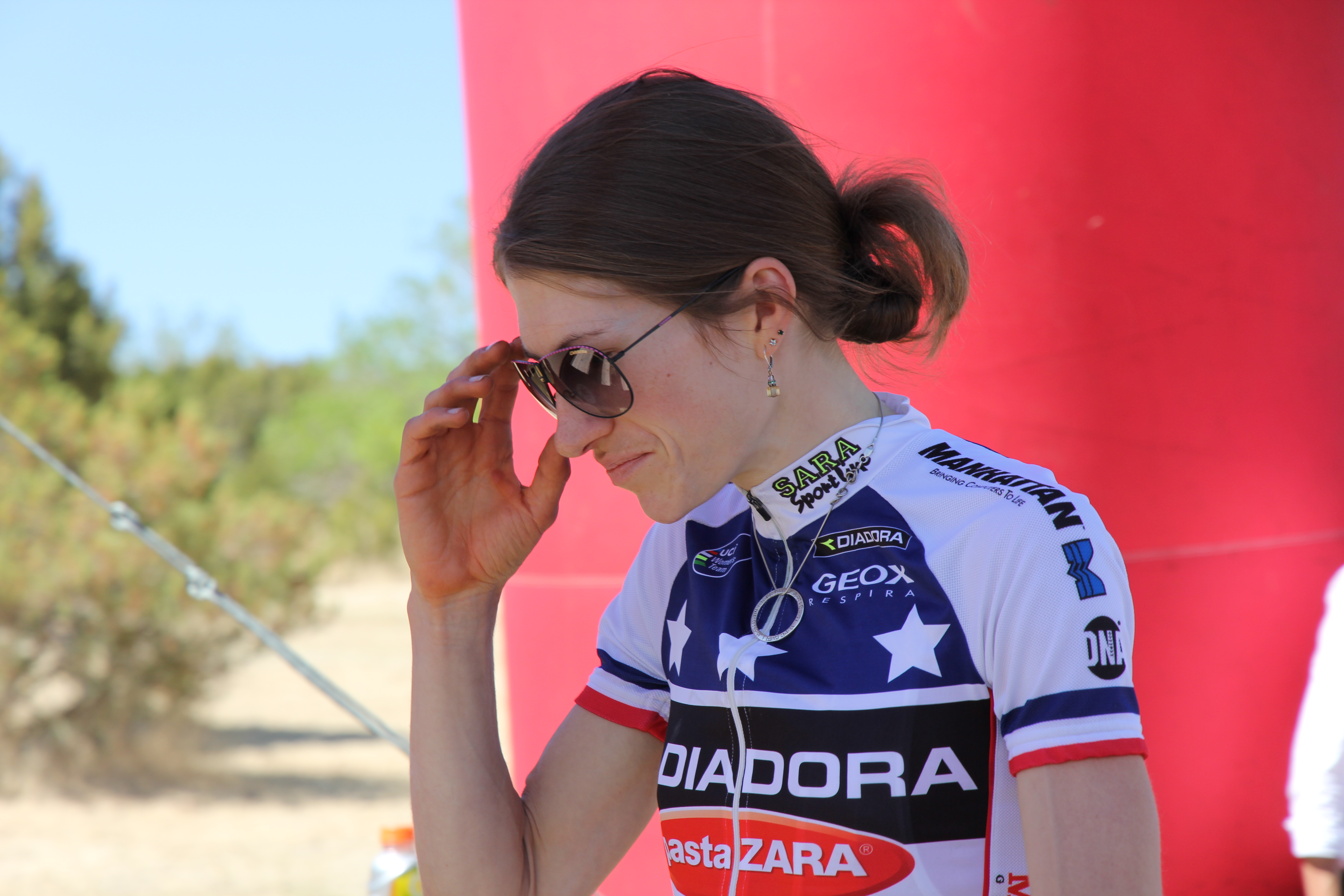
Mara Abbott en 2011

Dans la Maloja, une sélection dans le peloton s'opère immédiatement. Les favorites s'isolent en tête. Le groupe est composé de : Mara Abbott, qui mène le train, Emma Pooley, Tatiana Guderzo, Evelyn Stevens, Judith Arndt, Claudia Häusler et Tatiana Antoshina. Le maillot rose Marianne Vos est notablement absent du groupe. La situation reste la même dans le col de Bernina, Marianne Vos passant au sommet avec deux minutes de retard. Dans la descente, Mara Abbott se détâche. Dans l'ascension finale, son avantage s'accroît sur Emma Pooley, elle-même devant Judith Arndt et Tatiana Guderzo. L'Américaine s'impose et s'empare des maillot rose et vert.
| \| Classement de l'étape \| Classement de l'étape \| Classement de l'étape \| Classement de l'étape \| Classement de l'étape \| \| Coureur \| Coureur \| Pays \| Équipe \| Temps \| \| --------------------- \| --------------------- \| --------------------- \| ---------------------------- \| --------------------- \| \| 1re \| Mara Abbott \| États-Unis \| États-Unis \| 2 h 55 min 35 s \| \| 2e \| Emma Pooley \| Royaume-Uni \| Cervélo TestTeam \| + 1 min 27 s \| \| 3e \| Judith Arndt \| Allemagne \| HTC-Columbia Women \| + 1 min 40 s \| \| 4e \| Tatiana Guderzo \| Italie \| Valdarno \| + 1 min 40 s \| \| 5e \| Tatiana Antoshina \| Russie \| Valdarno \| + 1 min 56 s \| \| 6e \| Claudia Häusler \| Allemagne \| Cervélo TestTeam \| + 1 min 56 s \| \| 7e \| Marianne Vos \| Pays-Bas \| Pays-Bas \| + 3 min 22 s \| \| 8e \| Edwige Pitel \| France \| SC Michela Fanini Record Rox \| + 3 min 22 s \| \| 9e \| Yevheniya Vysotska \| Ukraine \| Valdarno \| + 3 min 22 s \| \| 10e \| Amber Neben \| États-Unis \| États-Unis \| + 4 min 23 s \| |                    |             |                              |                 |
| |                    |             |                              |                 |
| |                    |             |                              |                 |
| Classement de l'étape |                    |             |                              |                 |
| Coureur | Coureur            | Pays        | Équipe                       | Temps           |
| 1re | Mara Abbott        | États-Unis  | États-Unis                   | 2 h 55 min 35 s |
| 2e | Emma Pooley        | Royaume-Uni | Cervélo TestTeam             | + 1 min 27 s    |
| 3e | Judith Arndt       | Allemagne   | HTC-Columbia Women           | + 1 min 40 s    |
| 4e | Tatiana Guderzo    | Italie      | Valdarno                     | + 1 min 40 s    |
| 5e | Tatiana Antoshina  | Russie      | Valdarno                     | + 1 min 56 s    |
| 6e | Claudia Häusler    | Allemagne   | Cervélo TestTeam             | + 1 min 56 s    |
| 7e | Marianne Vos       | Pays-Bas    | Pays-Bas                     | + 3 min 22 s    |
| 8e | Edwige Pitel       | France      | SC Michela Fanini Record Rox | + 3 min 22 s    |
| 9e | Yevheniya Vysotska | Ukraine     | Valdarno                     | + 3 min 22 s    |
| 10e | Amber Neben        | États-Unis  | États-Unis                   | + 4 min 23 s    |

| \| Classement général \| Classement général \| Classement général \| Classement général \| Classement général \| \| Coureur \| Coureur \| Pays \| Équipe \| Temps \| \| ------------------ \| ------------------ \| ------------------ \| ------------------ \| ------------------ \| \| 1re \| Mara Abbott \| États-Unis \| États-Unis \| 20 h 03 min 15 s \| \| 2e \| Judith Arndt \| Allemagne \| HTC-Columbia Women \| + 19 s \| \| 3e \| Tatiana Guderzo \| Italie \| Valdarno \| + 1 min 05 s \| \| 4e \| Marianne Vos \| Pays-Bas \| Pays-Bas \| + 1 min 38 s \| \| 5e \| Claudia Häusler \| Allemagne \| Cervélo TestTeam \| + 1 min 41 s \| \| 6e \| Yevheniya Vysotska \| Ukraine \| Valdarno \| + 4 min 49 s \| \| 7e \| Amber Neben \| États-Unis \| États-Unis \| + 5 min 41 s \| \| 8e \| Emma Pooley \| Royaume-Uni \| Cervélo TestTeam \| + 6 min 22 s \| \| 9e \| Tatiana Antoshina \| Russie \| Valdarno \| + 8 min 57 s \| \| 10e \| Evelyn Stevens \| États-Unis \| HTC-Columbia Women \| + 13 min 35 s \| |                    |             |                    |                  |
| |                    |             |                    |                  |
| |                    |             |                    |                  |
| Classement général |                    |             |                    |                  |
| Coureur | Coureur            | Pays        | Équipe             | Temps            |
| 1re | Mara Abbott        | États-Unis  | États-Unis         | 20 h 03 min 15 s |
| 2e | Judith Arndt       | Allemagne   | HTC-Columbia Women | + 19 s           |
| 3e | Tatiana Guderzo    | Italie      | Valdarno           | + 1 min 05 s     |
| 4e | Marianne Vos       | Pays-Bas    | Pays-Bas           | + 1 min 38 s     |
| 5e | Claudia Häusler    | Allemagne   | Cervélo TestTeam   | + 1 min 41 s     |
| 6e | Yevheniya Vysotska | Ukraine     | Valdarno           | + 4 min 49 s     |
| 7e | Amber Neben        | États-Unis  | États-Unis         | + 5 min 41 s     |
| 8e | Emma Pooley        | Royaume-Uni | Cervélo TestTeam   | + 6 min 22 s     |
| 9e | Tatiana Antoshina  | Russie      | Valdarno           | + 8 min 57 s     |
| 10e | Evelyn Stevens     | États-Unis  | HTC-Columbia Women | + 13 min 35 s    |

### 9eétape

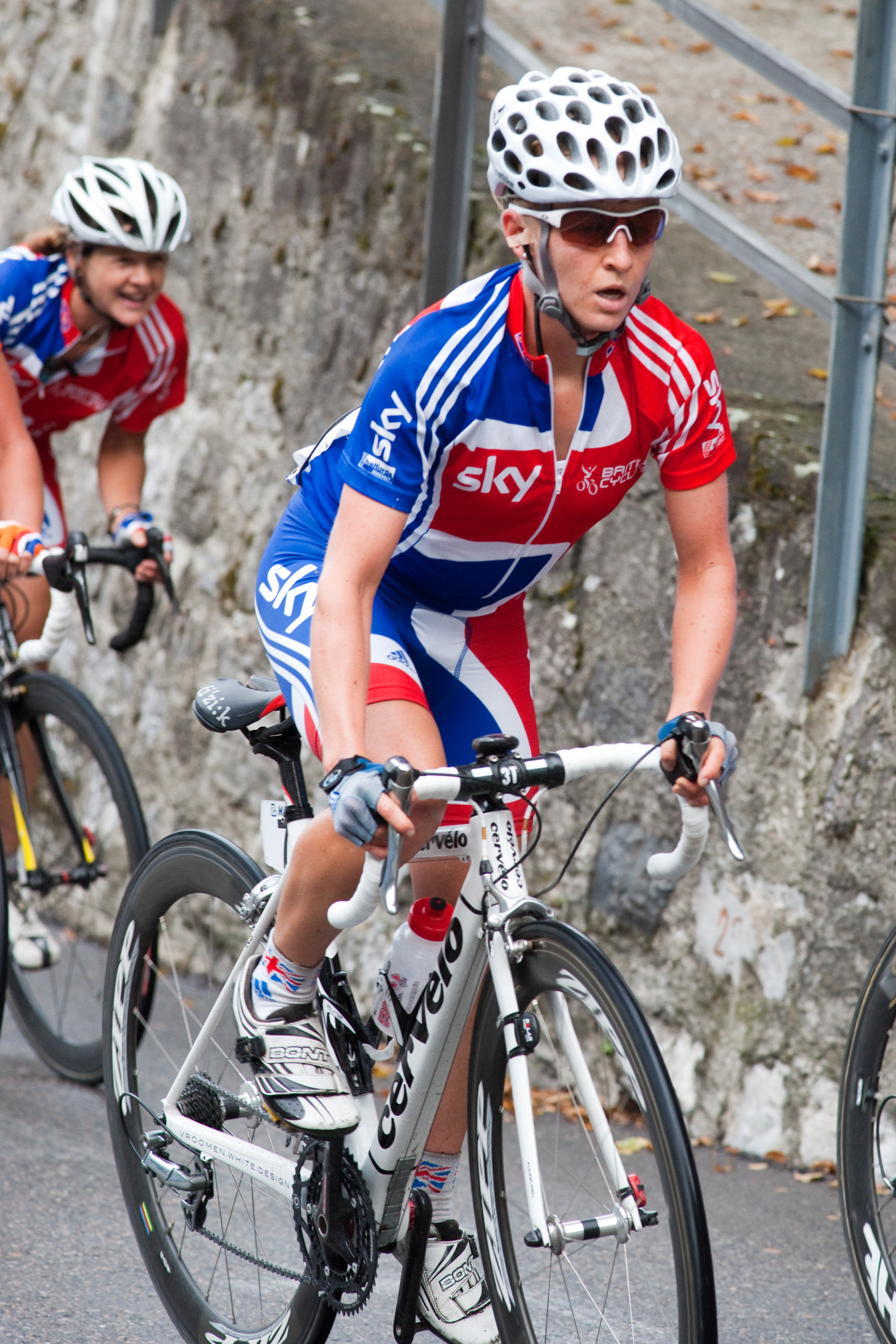
Emma Pooley en 2009

Dans le premier prix de la montagne, Emma Pooley attaque. Elle est suivie par Evelyn Stevens, Amanda Miller, Marianne Vos et Yevheniya Vysotska. Dans la descente, Emma Pooley est néanmoins distancée. Un groupe de quinze coureuses arrivent au pied du Stelvio. Lucinda Brand, Grete Treier et Olga Zabelinskaïa sortent mais sont reprises. À dix kilomètres de l'arrivée, elles sont cinq en tête : Häusler, Pooley, Arndt, Guderzo et Abbott. Emma Pooley accélère et est seulement suivie par Mara Abbott. À deux kilomètres de l'arrivée, l'Américaine attaque à son tour pour aller s'imposer seule.
| \| Classement de l'étape \| Classement de l'étape \| Classement de l'étape \| Classement de l'étape \| Classement de l'étape \| \| Coureur \| Coureur \| Pays \| Équipe \| Temps \| \| --------------------- \| --------------------- \| --------------------- \| ---------------------------- \| --------------------- \| \| 1re \| Mara Abbott \| États-Unis \| États-Unis \| 2 h 27 min 15 s \| \| 2e \| Emma Pooley \| Royaume-Uni \| Cervélo TestTeam \| + 27 s \| \| 3e \| Judith Arndt \| Allemagne \| HTC-Columbia Women \| + 1 min 43 s \| \| 4e \| Tatiana Guderzo \| Italie \| Valdarno \| + 1 min 50 s \| \| 5e \| Tatiana Antoshina \| Russie \| Valdarno \| + 2 min 58 s \| \| 6e \| Yevheniya Vysotska \| Ukraine \| Valdarno \| + 3 min 27 s \| \| 7e \| Claudia Häusler \| Allemagne \| Cervélo TestTeam \| + 3 min 38 s \| \| 8e \| Edwige Pitel \| France \| SC Michela Fanini Record Rox \| + 5 min 55 s \| \| 9e \| Olga Zabelinskaïa \| Russie \| Safi-Pasta Zara \| + 7 min 14 s \| \| 10e \| Marianne Vos \| Pays-Bas \| Pays-Bas \| + 7 min 44 s \| |                    |             |                              |                 |
| |                    |             |                              |                 |
| |                    |             |                              |                 |
| Classement de l'étape |                    |             |                              |                 |
| Coureur | Coureur            | Pays        | Équipe                       | Temps           |
| 1re | Mara Abbott        | États-Unis  | États-Unis                   | 2 h 27 min 15 s |
| 2e | Emma Pooley        | Royaume-Uni | Cervélo TestTeam             | + 27 s          |
| 3e | Judith Arndt       | Allemagne   | HTC-Columbia Women           | + 1 min 43 s    |
| 4e | Tatiana Guderzo    | Italie      | Valdarno                     | + 1 min 50 s    |
| 5e | Tatiana Antoshina  | Russie      | Valdarno                     | + 2 min 58 s    |
| 6e | Yevheniya Vysotska | Ukraine     | Valdarno                     | + 3 min 27 s    |
| 7e | Claudia Häusler    | Allemagne   | Cervélo TestTeam             | + 3 min 38 s    |
| 8e | Edwige Pitel       | France      | SC Michela Fanini Record Rox | + 5 min 55 s    |
| 9e | Olga Zabelinskaïa  | Russie      | Safi-Pasta Zara              | + 7 min 14 s    |
| 10e | Marianne Vos       | Pays-Bas    | Pays-Bas                     | + 7 min 44 s    |

| \| Classement général \| Classement général \| Classement général \| Classement général \| Classement général \| \| Coureur \| Coureur \| Pays \| Équipe \| Temps \| \| ------------------ \| ------------------ \| ------------------ \| ------------------------------ \| ------------------ \| \| 1re \| Mara Abbott \| États-Unis \| États-Unis \| 22 h 30 min 20 s \| \| 2e \| Judith Arndt \| Allemagne \| HTC-Columbia Women \| + 2 min 08 s \| \| 3e \| Tatiana Guderzo \| Italie \| Valdarno \| + 3 min 05 s \| \| 4e \| Claudia Häusler \| Allemagne \| Cervélo TestTeam \| + 5 min 29 s \| \| 5e \| Emma Pooley \| Royaume-Uni \| Cervélo TestTeam \| + 6 min 53 s \| \| 6e \| Yevheniya Vysotska \| Ukraine \| Valdarno \| + 8 min 26 s \| \| 7e \| Marianne Vos \| Pays-Bas \| Pays-Bas \| + 9 min 32 s \| \| 8e \| Tatiana Antoshina \| Russie \| Valdarno \| + 12 min 05 s \| \| 9e \| Olga Zabelinskaïa \| Russie \| Safi-Pasta Zara \| + 23 min 03 s \| \| 10e \| Elena Berlato \| Italie \| Top Girls Fassa Bortolo-Ghezzi \| + 25 min 47 s \| |                    |             |                                |                  |
| |                    |             |                                |                  |
| |                    |             |                                |                  |
| Classement général |                    |             |                                |                  |
| Coureur | Coureur            | Pays        | Équipe                         | Temps            |
| 1re | Mara Abbott        | États-Unis  | États-Unis                     | 22 h 30 min 20 s |
| 2e | Judith Arndt       | Allemagne   | HTC-Columbia Women             | + 2 min 08 s     |
| 3e | Tatiana Guderzo    | Italie      | Valdarno                       | + 3 min 05 s     |
| 4e | Claudia Häusler    | Allemagne   | Cervélo TestTeam               | + 5 min 29 s     |
| 5e | Emma Pooley        | Royaume-Uni | Cervélo TestTeam               | + 6 min 53 s     |
| 6e | Yevheniya Vysotska | Ukraine     | Valdarno                       | + 8 min 26 s     |
| 7e | Marianne Vos       | Pays-Bas    | Pays-Bas                       | + 9 min 32 s     |
| 8e | Tatiana Antoshina  | Russie      | Valdarno                       | + 12 min 05 s    |
| 9e | Olga Zabelinskaïa  | Russie      | Safi-Pasta Zara                | + 23 min 03 s    |
| 10e | Elena Berlato      | Italie      | Top Girls Fassa Bortolo-Ghezzi | + 25 min 47 s    |

### 10eétape

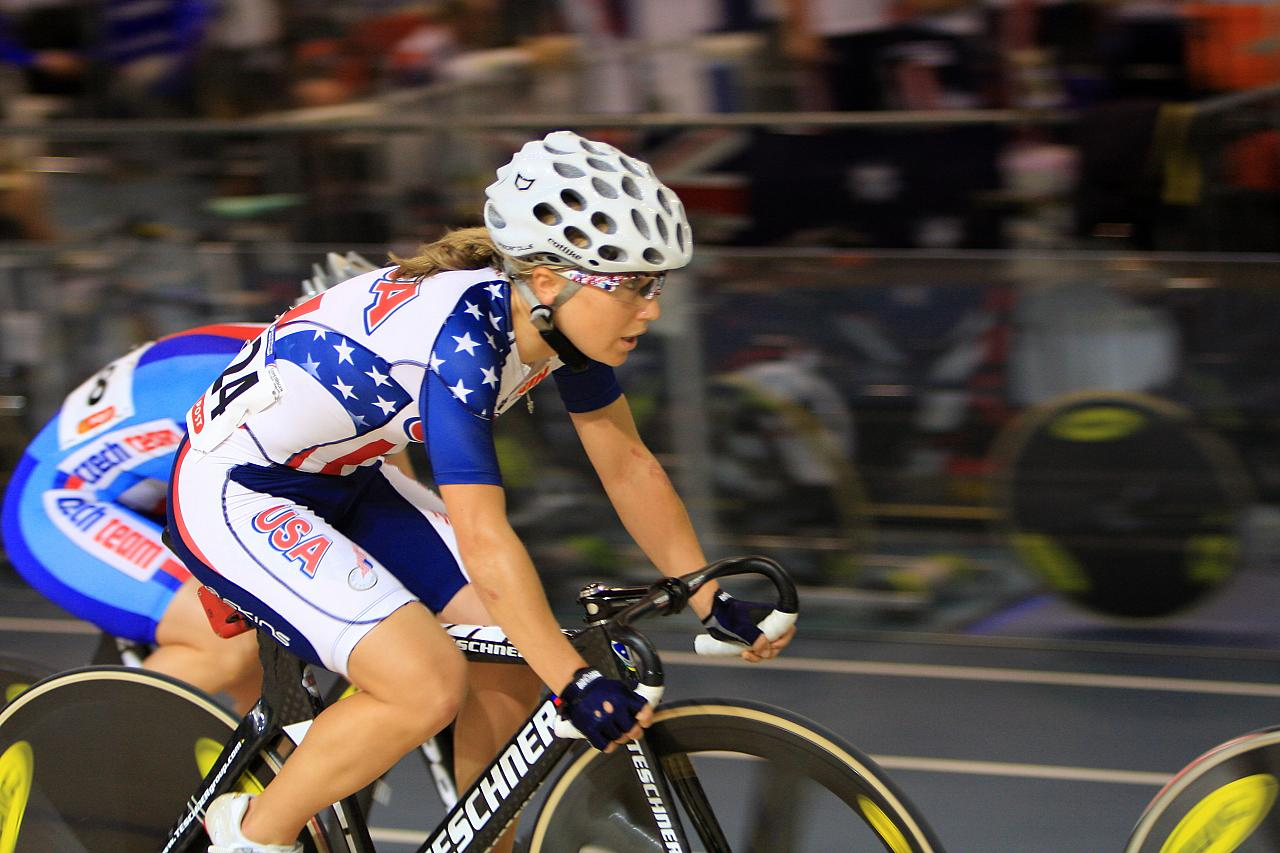
Shelley Evans en 2010

Après le circuit initial, un trio s'échappe. Il s'agit d'Evelyn Stevens, Alona Andruk et Silvia Valsecchi. Leur avance culmine à trente secondes. Stevens s'isole ensuite seule et parvient à obtenir une avance d'une minute, mais est reprise à trente kilomètres de l'arrivée. Un groupe de contre se forme. Il contient : Iris Slappendel, Noemi Cantele, Giorgia Bronzini, Martina Růžičková, Sanne van Paassen et de nouveau Stevens. L'équipe des États-Unis mène la poursuite et reprend également ce groupe. Au sprint, Shelley Evans s'impose devant Kirsten Wild et Giorgia Bronzini.
Mara Abbott remporte donc le Tour d'Italie devant Judith Arndt et Tatiana Guderzo.
| \| Classement de l'étape \| Classement de l'étape \| Classement de l'étape \| Classement de l'étape \| Classement de l'étape \| \| Coureur \| Coureur \| Pays \| Équipe \| Temps \| \| --------------------- \| --------------------- \| --------------------- \| ------------------------------ \| --------------------- \| \| 1re \| Shelley Evans \| États-Unis \| États-Unis \| 2 h 45 min 28 s \| \| 2e \| Kirsten Wild \| Pays-Bas \| Cervélo TestTeam \| + 0 s \| \| 3e \| Giorgia Bronzini \| Italie \| Gauss RDZ Ormu \| + 0 s \| \| 4e \| Rasa Leleivytė \| Lituanie \| Safi-Pasta Zara \| + 0 s \| \| 5e \| Marianne Vos \| Pays-Bas \| Pays-Bas \| + 0 s \| \| 6e \| Ina-Yoko Teutenberg \| Allemagne \| HTC-Columbia Women \| + 0 s \| \| 7e \| Grete Treier \| Estonie \| SC Michela Fanini Record Rox \| + 0 s \| \| 8e \| Alessandra D'Ettorre \| Italie \| Top Girls Fassa Bortolo-Ghezzi \| + 0 s \| \| 9e \| Emma Mackie \| Australie \| Australie \| + 0 s \| \| 10e \| Marta Tagliaferro \| Italie \| Top Girls Fassa Bortolo-Ghezzi \| + 3 s \| |                      |            |                                |                 |
| |                      |            |                                |                 |
| |                      |            |                                |                 |
| Classement de l'étape |                      |            |                                |                 |
| Coureur | Coureur              | Pays       | Équipe                         | Temps           |
| 1re | Shelley Evans        | États-Unis | États-Unis                     | 2 h 45 min 28 s |
| 2e | Kirsten Wild         | Pays-Bas   | Cervélo TestTeam               | + 0 s           |
| 3e | Giorgia Bronzini     | Italie     | Gauss RDZ Ormu                 | + 0 s           |
| 4e | Rasa Leleivytė       | Lituanie   | Safi-Pasta Zara                | + 0 s           |
| 5e | Marianne Vos         | Pays-Bas   | Pays-Bas                       | + 0 s           |
| 6e | Ina-Yoko Teutenberg  | Allemagne  | HTC-Columbia Women             | + 0 s           |
| 7e | Grete Treier         | Estonie    | SC Michela Fanini Record Rox   | + 0 s           |
| 8e | Alessandra D'Ettorre | Italie     | Top Girls Fassa Bortolo-Ghezzi | + 0 s           |
| 9e | Emma Mackie          | Australie  | Australie                      | + 0 s           |
| 10e | Marta Tagliaferro    | Italie     | Top Girls Fassa Bortolo-Ghezzi | + 3 s           |

## Classement général final
| \| Classement général \| Classement général \| Classement général \| Classement général \| Classement général \| \| Coureur \| Coureur \| Pays \| Équipe \| Temps \| \| ------------------ \| ------------------ \| ------------------ \| ------------------------------ \| ------------------ \| \| 1re \| Mara Abbott \| États-Unis \| États-Unis \| 25 h 15 min 54 s \| \| 2e \| Judith Arndt \| Allemagne \| HTC-Columbia Women \| + 2 min 05 s \| \| 3e \| Tatiana Guderzo \| Italie \| Valdarno \| + 3 min 05 s \| \| 4e \| Claudia Häusler \| Allemagne \| Cervélo TestTeam \| + 5 min 26 s \| \| 5e \| Emma Pooley \| Royaume-Uni \| Cervélo TestTeam \| + 7 min 29 s \| \| 6e \| Yevheniya Vysotska \| Ukraine \| Valdarno \| + 8 min 23 s \| \| 7e \| Marianne Vos \| Pays-Bas \| Pays-Bas \| + 9 min 24 s \| \| 8e \| Tatiana Antoshina \| Russie \| Valdarno \| + 12 min 08 s \| \| 9e \| Olga Zabelinskaïa \| Russie \| Safi-Pasta Zara \| + 23 min 03 s \| \| 10e \| Elena Berlato \| Italie \| Top Girls Fassa Bortolo-Ghezzi \| + 25 min 50 s \| |                    |             |                                |                  |
| |                    |             |                                |                  |
| |                    |             |                                |                  |
| Classement général |                    |             |                                |                  |
| Coureur | Coureur            | Pays        | Équipe                         | Temps            |
| 1re | Mara Abbott        | États-Unis  | États-Unis                     | 25 h 15 min 54 s |
| 2e | Judith Arndt       | Allemagne   | HTC-Columbia Women             | + 2 min 05 s     |
| 3e | Tatiana Guderzo    | Italie      | Valdarno                       | + 3 min 05 s     |
| 4e | Claudia Häusler    | Allemagne   | Cervélo TestTeam               | + 5 min 26 s     |
| 5e | Emma Pooley        | Royaume-Uni | Cervélo TestTeam               | + 7 min 29 s     |
| 6e | Yevheniya Vysotska | Ukraine     | Valdarno                       | + 8 min 23 s     |
| 7e | Marianne Vos       | Pays-Bas    | Pays-Bas                       | + 9 min 24 s     |
| 8e | Tatiana Antoshina  | Russie      | Valdarno                       | + 12 min 08 s    |
| 9e | Olga Zabelinskaïa  | Russie      | Safi-Pasta Zara                | + 23 min 03 s    |
| 10e | Elena Berlato      | Italie      | Top Girls Fassa Bortolo-Ghezzi | + 25 min 50 s    |

### Points UCI
| Position           | 1er | 2e | 3e | 4e | 5e | 6e | 7e | 8e | 9e | 10e | 11e | 12e |
| Classement général | 80  | 56 | 32 | 24 | 20 | 16 | 12 | 8  | 7  | 6   | 5   | 3   |
| Par étape          | 16  | 11 | 6  | 5  | 4  | 2  |    |    |    |     |     |     |
| Leader, par étape  | 8   |    |    |    |    |    |    |    |    |     |     |     |

## Classements annexes
| Classement par points | Classement par points | Classement par points | Classement par points | Classement par points |
| Coureur               | Coureur               | Pays                  | Équipe                | Points                |
| --------------------- | --------------------- | --------------------- | --------------------- | --------------------- |
| 1re                   | Marianne Vos          | Pays-Bas              | Pays-Bas              | 80 pts                |
| 2e                    | Ina-Yoko Teutenberg   | Allemagne             | HTC-Columbia Women    | 65 pts                |
| 3e                    | Judith Arndt          | Allemagne             | HTC-Columbia Women    | 62 pts                |
| 4e                    | Kirsten Wild          | Pays-Bas              | Cervélo TestTeam      | 52 pts                |
| 5e                    | Mara Abbott           | États-Unis            | États-Unis            | 45 pts                |
| 6e                    | Tatiana Guderzo       | Italie                | Valdarno              | 44 pts                |
| 7e                    | Shelley Evans         | États-Unis            | États-Unis            | 42 pts                |
| 8e                    | Giorgia Bronzini      | Italie                | Gauss RDZ Ormu        | 42 pts                |
| 9e                    | Emma Pooley           | Royaume-Uni           | Cervélo TestTeam      | 28 pts                |
| 10e                   | Claudia Häusler       | Allemagne             | Cervélo TestTeam      | 22 pts                |

| Classement par points | Classement par points | Classement par points | Classement par points | Classement par points |
| Coureur               | Coureur               | Pays                  | Équipe                | Points                |
| --------------------- | --------------------- | --------------------- | --------------------- | --------------------- |
| 1re                   | Marianne Vos          | Pays-Bas              | Pays-Bas              | 80 pts                |
| 2e                    | Ina-Yoko Teutenberg   | Allemagne             | HTC-Columbia Women    | 65 pts                |
| 3e                    | Judith Arndt          | Allemagne             | HTC-Columbia Women    | 62 pts                |
| 4e                    | Kirsten Wild          | Pays-Bas              | Cervélo TestTeam      | 52 pts                |
| 5e                    | Mara Abbott           | États-Unis            | États-Unis            | 45 pts                |
| 6e                    | Tatiana Guderzo       | Italie                | Valdarno              | 44 pts                |
| 7e                    | Shelley Evans         | États-Unis            | États-Unis            | 42 pts                |
| 8e                    | Giorgia Bronzini      | Italie                | Gauss RDZ Ormu        | 42 pts                |
| 9e                    | Emma Pooley           | Royaume-Uni           | Cervélo TestTeam      | 28 pts                |
| 10e                   | Claudia Häusler       | Allemagne             | Cervélo TestTeam      | 22 pts                |

| Classement de la montagne | Classement de la montagne | Classement de la montagne | Classement de la montagne | Classement de la montagne |
| Coureur                   | Coureur                   | Pays                      | Équipe                    | Points                    |
| ------------------------- | ------------------------- | ------------------------- | ------------------------- | ------------------------- |
| 1re                       | Emma Pooley               | Royaume-Uni               | Cervélo TestTeam          | 48 pts                    |
| 2e                        | Mara Abbott               | États-Unis                | États-Unis                | 43 pts                    |
| 3e                        | Tatiana Guderzo           | Italie                    | Valdarno                  | 33 pts                    |
| 4e                        | Evelyn Stevens            | États-Unis                | HTC-Columbia Women        | 22 pts                    |
| 5e                        | Judith Arndt              | Allemagne                 | HTC-Columbia Women        | 17 pts                    |
| 6e                        | Martine Bras              | Pays-Bas                  | Gauss RDZ Ormu            | 14 pts                    |
| 7e                        | Marianne Vos              | Pays-Bas                  | Pays-Bas                  | 7 pts                     |
| 8e                        | Olga Zabelinskaïa         | Russie                    | Safi-Pasta Zara           | 7 pts                     |
| 9e                        | Yevheniya Vysotska        | Ukraine                   | Valdarno                  | 6 pts                     |
| 10e                       | Tatiana Antoshina         | Russie                    | Valdarno                  | 6 pts                     |

| Classement de la montagne | Classement de la montagne | Classement de la montagne | Classement de la montagne | Classement de la montagne |
| Coureur                   | Coureur                   | Pays                      | Équipe                    | Points                    |
| ------------------------- | ------------------------- | ------------------------- | ------------------------- | ------------------------- |
| 1re                       | Emma Pooley               | Royaume-Uni               | Cervélo TestTeam          | 48 pts                    |
| 2e                        | Mara Abbott               | États-Unis                | États-Unis                | 43 pts                    |
| 3e                        | Tatiana Guderzo           | Italie                    | Valdarno                  | 33 pts                    |
| 4e                        | Evelyn Stevens            | États-Unis                | HTC-Columbia Women        | 22 pts                    |
| 5e                        | Judith Arndt              | Allemagne                 | HTC-Columbia Women        | 17 pts                    |
| 6e                        | Martine Bras              | Pays-Bas                  | Gauss RDZ Ormu            | 14 pts                    |
| 7e                        | Marianne Vos              | Pays-Bas                  | Pays-Bas                  | 7 pts                     |
| 8e                        | Olga Zabelinskaïa         | Russie                    | Safi-Pasta Zara           | 7 pts                     |
| 9e                        | Yevheniya Vysotska        | Ukraine                   | Valdarno                  | 6 pts                     |
| 10e                       | Tatiana Antoshina         | Russie                    | Valdarno                  | 6 pts                     |

| Classement du meilleur jeune | Classement du meilleur jeune | Classement du meilleur jeune | Classement du meilleur jeune   | Classement du meilleur jeune |
| Coureur                      | Coureur                      | Pays                         | Équipe                         | Temps                        |
| ---------------------------- | ---------------------------- | ---------------------------- | ------------------------------ | ---------------------------- |
| 1re                          | Marianne Vos                 | Pays-Bas                     | Pays-Bas                       | 25 h 25 min 18 s             |
| 2e                           | Elena Berlato                | Italie                       | Top Girls Fassa Bortolo-Ghezzi | + 16 min 26 s                |
| 3e                           | Shara Gillow                 | Australie                    | Australie                      | + 32 min 38 s                |
| 4e                           | Tiffany Cromwell             | Australie                    | Australie                      | + 48 min 16 s                |
| 5e                           | Polona Batagelj              | Slovénie                     | Bizkaia-Durango                | + 49 min 11 s                |
| 6e                           | Valentina Carretta           | Italie                       | Top Girls Fassa Bortolo-Ghezzi | + 50 min 59 s                |
| 7e                           | Kataržina Sosna              | Lituanie                     | Vaiano Solaristech             | + 51 min 56 s                |
| 8e                           | Olena Oliinyk                | Ukraine                      | ACS Chirio-Forno d'Asolo       | + 56 min 25 s                |
| 9e                           | Carlee Taylor                | Australie                    | Australie                      | + 57 min 13 s                |
| 10e                          | Lucinda Brand                | Pays-Bas                     | Pays-Bas                       | + 1 h 15 min 15 s            |

| Classement du meilleur jeune | Classement du meilleur jeune | Classement du meilleur jeune | Classement du meilleur jeune   | Classement du meilleur jeune |
| Coureur                      | Coureur                      | Pays                         | Équipe                         | Temps                        |
| ---------------------------- | ---------------------------- | ---------------------------- | ------------------------------ | ---------------------------- |
| 1re                          | Marianne Vos                 | Pays-Bas                     | Pays-Bas                       | 25 h 25 min 18 s             |
| 2e                           | Elena Berlato                | Italie                       | Top Girls Fassa Bortolo-Ghezzi | + 16 min 26 s                |
| 3e                           | Shara Gillow                 | Australie                    | Australie                      | + 32 min 38 s                |
| 4e                           | Tiffany Cromwell             | Australie                    | Australie                      | + 48 min 16 s                |
| 5e                           | Polona Batagelj              | Slovénie                     | Bizkaia-Durango                | + 49 min 11 s                |
| 6e                           | Valentina Carretta           | Italie                       | Top Girls Fassa Bortolo-Ghezzi | + 50 min 59 s                |
| 7e                           | Kataržina Sosna              | Lituanie                     | Vaiano Solaristech             | + 51 min 56 s                |
| 8e                           | Olena Oliinyk                | Ukraine                      | ACS Chirio-Forno d'Asolo       | + 56 min 25 s                |
| 9e                           | Carlee Taylor                | Australie                    | Australie                      | + 57 min 13 s                |
| 10e                          | Lucinda Brand                | Pays-Bas                     | Pays-Bas                       | + 1 h 15 min 15 s            |

| Classement de la meilleure Italienne | Classement de la meilleure Italienne | Classement de la meilleure Italienne | Classement de la meilleure Italienne | Classement de la meilleure Italienne |
|                                      | Coureur                              | Pays                                 | Équipe                               | Temps                                |
| ------------------------------------ | ------------------------------------ | ------------------------------------ | ------------------------------------ | ------------------------------------ |
| 1er                                  | Tatiana Guderzo                      | Italie                               | Valdarno                             | en 25 h 18 min 59 s                  |
| 2e                                   | Elena Berlato                        | Italie                               | Top Girls Fassa Bortolo              | +1 h 23 min 47 s                     |
| 3e                                   | Monia Baccaille                      | Italie                               | Valdarno                             | +1 h 27 min 19 s                     |
| modifier                             |                                      |                                      |                                      |                                      |

## Évolution des classements
| Étape              |                             | Vainqueur _         | Classement général  | Classement par points | Meilleur grimpeur | Meilleur jeune | Nationalité      |
| ------------------ | --------------------------- | ------------------- | ------------------- | --------------------- | ----------------- | -------------- | ---------------- |
| 1re étape          | étape de plaine             | Ina-Yoko Teutenberg | Ina-Yoko Teutenberg | Ina-Yoko Teutenberg   | Martine Bras      | Marianne Vos   | Giorgia Bronzini |
| 2e étape           | étape vallonnée             | Ina-Yoko Teutenberg | Ina-Yoko Teutenberg | Ina-Yoko Teutenberg   | Martine Bras      | Marianne Vos   | Giorgia Bronzini |
| 3e étape           | contre-la-montre individuel | Ina-Yoko Teutenberg | Ina-Yoko Teutenberg | Ina-Yoko Teutenberg   | Martine Bras      | Marianne Vos   | Tatiana Guderzo  |
| 4e étape           | étape de plaine             | Ina-Yoko Teutenberg | Ina-Yoko Teutenberg | Ina-Yoko Teutenberg   | Martine Bras      | Marianne Vos   | Tatiana Guderzo  |
| 5e étape           | étape vallonnée             | Marianne Vos        | Marianne Vos        | Ina-Yoko Teutenberg   | Martine Bras      | Marianne Vos   | Tatiana Guderzo  |
| 6e étape           | étape vallonnée             | Marianne Vos        | Marianne Vos        | Ina-Yoko Teutenberg   | Emma Pooley       | Marianne Vos   | Tatiana Guderzo  |
| 7e étape           | étape de montagne           | Evelyn Stevens      | Marianne Vos        | Marianne Vos          | Tatiana Guderzo   | Marianne Vos   | Tatiana Guderzo  |
| 8e étape           | étape de montagne           | Mara Abbott         | Mara Abbott         | Marianne Vos          | Mara Abbott       | Marianne Vos   | Tatiana Guderzo  |
| 9e étape           | étape de montagne           | Mara Abbott         | Mara Abbott         | Marianne Vos          | Emma Pooley       | Marianne Vos   | Tatiana Guderzo  |
| 10e étape          | étape de plaine             | Shelley Evans       | Mara Abbott         | Marianne Vos          | Emma Pooley       | Marianne Vos   | Tatiana Guderzo  |
| Classements finals | Classements finals          |                     | Mara Abbott         | Marianne Vos          | Emma Pooley       | Marianne Vos   | Tatiana Guderzo  |

## Liste des participantes
| Cervélo TestTeam CWT | Cervélo TestTeam CWT    | Cervélo TestTeam CWT |
| -------------------- | ----------------------- | -------------------- |
| Num                  | Coureur                 | Pos                  |
| 1                    | Claudia Häusler (GER)   | 4e                   |
| 2                    | Iris Slappendel (NED)   | 68e                  |
| 3                    | Lieselot Decroix (BEL)  | AB-5                 |
| 4                    | Sharon Laws (GBR)       | AB-3                 |
| 5                    | Emma Pooley (GBR)       | 5e                   |
| 6                    | Carla Ryan (AUS)        | 20e                  |
| 7                    | Patricia Schwager (SUI) | 37e                  |
| 8                    | Kirsten Wild (NED)      | 69e                  |

| HTC-Columbia Women TCW | HTC-Columbia Women TCW        | HTC-Columbia Women TCW |
| ---------------------- | ----------------------------- | ---------------------- |
| Num                    | Coureur                       | Pos                    |
| 11                     | Kimberly Anderson (USA)       | 33e                    |
| 12                     | Judith Arndt (GER) (chrono)   | 2e                     |
| 13                     | Noemi Cantele (ITA)           | 46e                    |
| 14                     | Emilia Fahlin (SWE) (chrono)  | AB-9                   |
| 15                     | Evelyn Stevens (USA) (chrono) | 15e                    |
| 16                     | Ina-Yoko Teutenberg (GER)     | 65e                    |
| 17                     | Linda Villumsen (NZL)         | 14e                    |
| 18                     | Ellen van Dijk (NED)          | AB-10                  |

| Lotto Ladies LLT | Lotto Ladies LLT         | Lotto Ladies LLT |
| ---------------- | ------------------------ | ---------------- |
| Num              | Coureur                  | Pos              |
| 22               | Lynette Burger (RSA)     | AB-8             |
| 23               | Rochelle Gilmore (AUS)   | AB-5             |
| 24               | Catherine Delfosse (BEL) | 41e              |
| 25               | Ashleigh Moolman (RSA)   | 17e              |
| 26               | Kim Schoonbaert (BEL)    | 82e              |
| 27               | Nimesha Smith (NZL)      | 93e              |
| 28               | Vicki Whitelaw (AUS)     | 22e              |

| Gauss RDZ Ormu GAU | Gauss RDZ Ormu GAU      | Gauss RDZ Ormu GAU |
| ------------------ | ----------------------- | ------------------ |
| Num                | Coureur                 | Pos                |
| 31                 | Edita Pučinskaitė (LTU) | 12e                |
| 32                 | Martine Bras (NED)      | 34e                |
| 33                 | Giorgia Bronzini (ITA)  | 66e                |
| 34                 | Julia Martisova (RUS)   | 44e                |
| 35                 | Elena Kuchinskaya (RUS) | 32e                |
| 36                 | Alessandra Borchi (ITA) | 80e                |
| 37                 | Giada Borgato (ITA)     | 74e                |
| 38                 | Alice Donadoni (ITA)    | AB-8               |

| Fenixs-Petrogradets FEN | Fenixs-Petrogradets FEN    | Fenixs-Petrogradets FEN |
| ----------------------- | -------------------------- | ----------------------- |
| Num                     | Coureur                    | Pos                     |
| 41                      | Svetlana Boubnenkova (RUS) | 55e                     |
| 42                      | Natalja Bojarskaja (RUS)   | 18e                     |
| 43                      | Erika Vilūnaitė (LTU)      | AB-9                    |
| 44                      | Suzie Godart (LUX)         | AB-4                    |
| 45                      | Marta Vilajosana (ESP)     | 19e                     |
| 46                      | Karin Aune (SWE)           | 31e                     |

| Safi-Pasta Zara SAF | Safi-Pasta Zara SAF     | Safi-Pasta Zara SAF |
| ------------------- | ----------------------- | ------------------- |
| Num                 | Coureur                 | Pos                 |
| 51                  | Alona Andruk (UKR)      | 73e                 |
| 52                  | Olga Zabelinskaïa (RUS) | 9e                  |
| 53                  | Lorena Foresi (ITA)     | 42e                 |
| 54                  | Vilija Sereikaitė (LTU) | 52e                 |
| 55                  | Sylwia Kapusta (POL)    | AB-8                |
| 56                  | Oxana Kozonchuk (RUS)   | AB-8                |
| 57                  | Rasa Leleivytė (LTU)    | 64e                 |
| 58                  | Eleonora Patuzzo (ITA)  | 61e                 |

| Top Girls Fassa Bortolo-Ghezzi TOG | Top Girls Fassa Bortolo-Ghezzi TOG | Top Girls Fassa Bortolo-Ghezzi TOG |
| ---------------------------------- | ---------------------------------- | ---------------------------------- |
| Num                                | Coureur                            | Pos                                |
| 61                                 | Marta Tagliaferro (ITA)            | 77e                                |
| 62                                 | Elena Berlato (ITA)                | 10e                                |
| 63                                 | Valentina Carretta (ITA)           | 25e                                |
| 64                                 | Sigrid Corneo (SLO)                | 36e                                |
| 65                                 | Alessandra D'Ettorre (ITA)         | 71e                                |
| 66                                 | Jennifer Fiori (ITA)               | 56e                                |
| 67                                 | Gloria Presti (ITA)                | 59e                                |
| 68                                 | Silvia Valsecchi (ITA)             | 45e                                |

| SC Michela Fanini Record Rox MIC | SC Michela Fanini Record Rox MIC      | SC Michela Fanini Record Rox MIC |
| -------------------------------- | ------------------------------------- | -------------------------------- |
| Num                              | Coureur                               | Pos                              |
| 71                               | Edwige Pitel (FRA)                    | 11e                              |
| 72                               | Verónica Leal (MEX) (route et chrono) | 30e                              |
| 73                               | Martina Růžičková (CZE)               | 50e                              |
| 74                               | Nina Ovcharenko (UKR) (route)         | 21e                              |
| 75                               | Alice Marmorini (ITA)                 | 85e                              |
| 76                               | Barbara Guarischi (ITA)               | AB-8                             |
| 77                               | Grete Treier (EST) (route et chrono)  | 13e                              |
| 78                               | Giulia Lazzerini (ITA)                | AB-8                             |

| ACS Chirio-Forno d'Asolo USC | ACS Chirio-Forno d'Asolo USC   | ACS Chirio-Forno d'Asolo USC |
| ---------------------------- | ------------------------------ | ---------------------------- |
| Num                          | Coureur                        | Pos                          |
| 81                           | Luisa Tamanini (ITA)           | 67e                          |
| 82                           | Edita Ungurytė (LTU)           | AB-7                         |
| 83                           | Edita Janeliūnaitė (LTU)       | AB-6                         |
| 84                           | Olena Oliinyk (UKR)            | 28e                          |
| 85                           | Rosane Kirch (BRA)             | 86e                          |
| 86                           | Uênia Fernandes Da Souza (BRA) | 81e                          |
| 87                           | Viktoriya Vologdnina (UKR)     | 57e                          |
| 88                           | Tetyana Riabchenko (UKR)       | 70e                          |

| Vaiano Solaristech VAI | Vaiano Solaristech VAI         | Vaiano Solaristech VAI |
| ---------------------- | ------------------------------ | ---------------------- |
| Num                    | Coureur                        | Pos                    |
| 91                     | Irene Falorni (ITA)            | 92e                    |
| 92                     | Simona Frapporti (ITA)         | 76e                    |
| 93                     | Simona Martini (ITA)           | 90e                    |
| 94                     | Valentina Scandolara (ITA)     | AB-9                   |
| 95                     | Kataržina Sosna (LTU) (chrono) | 26e                    |
| 96                     | Eleonora Spaliviero (ITA)      | 88e                    |
| 97                     | Francesca Tognali (ITA)        | 87e                    |
| 98                     | Chiara Vanni (ITA)             | AB-9                   |

| Valdarno VAD | Valdarno VAD                              | Valdarno VAD |
| ------------ | ----------------------------------------- | ------------ |
| Num          | Coureur                                   | Pos          |
| 101          | Tatiana Guderzo (ITA) (route et chrono)   | 3e           |
| 102          | Tatiana Antoshina (RUS) (route et chrono) | 8e           |
| 103          | Monia Baccaille (ITA) (route)             | 39e          |
| 104          | Tania Belvederesi (ITA)                   | 84e          |
| 105          | Laura Bozzolo (ITA)                       | 38e          |
| 106          | Martina Corazza (ITA)                     | 47e          |
| 107          | Bridie O'Donnell (AUS)                    | 89e          |
| 108          | Yevheniya Vysotska (UKR)                  | 6e           |

| Pays-Bas NED | Pays-Bas NED          | Pays-Bas NED |
| ------------ | --------------------- | ------------ |
| Num          | Coureur               | Pos          |
| 111          | Marianne Vos (chrono) | 7e           |
| 112          | Annemiek van Vleuten  | 27e          |
| 113          | Chantal Blaak         | 62e          |
| 114          | Lucinda Brand         | 35e          |
| 115          | Anna van der Breggen  | 43e          |
| 116          | Sanne van Paassen     | 75e          |
| 117          | Marit Huisman         | 94e          |
| 118          | Roxane Knetemann      | AB-6         |

| Australie AUS | Australie AUS    | Australie AUS |
| ------------- | ---------------- | ------------- |
| Num           | Coureur          | Pos           |
| 121           | Kirsty Broun     | AB-6          |
| 122           | Tiffany Cromwell | 23e           |
| 123           | Shara Gillow     | 16e           |
| 124           | Lauren Kitchen   | 83e           |
| 125           | Carlee Taylor    | 29e           |
| 126           | Emma Mackie      | 78e           |
| 127           | Lisa Jacobs      | 53e           |

| États-Unis USA | États-Unis USA      | États-Unis USA |
| -------------- | ------------------- | -------------- |
| Num            | Coureur             | Pos            |
| 131            | Mara Abbott (route) | 1re            |
| 132            | Theresa Cliff-Ryan  | 60e            |
| 133            | Sinead Miller       | 51e            |
| 134            | Amber Neben         | AB-9           |
| 135            | Shelley Evans       | 40e            |
| 136            | Carmen McNellis     | 72e            |
| 137            | Alison Tetrick      | 63e            |
| 138            | Amanda Miller       | AB-10          |

| Bizkaia-Durango BPD | Bizkaia-Durango BPD           | Bizkaia-Durango BPD |
| ------------------- | ----------------------------- | ------------------- |
| Num                 | Coureur                       | Pos                 |
| 141                 | Cristina Alcalde (ESP)        | 49e                 |
| 142                 | Polona Batagelj (SLO) (route) | 24e                 |
| 143                 | Ana Garcia (ESP)              | 48e                 |
| 144                 | Monica Hernandez (MEX)        | AB-1                |
| 146                 | Davina Summers (AUS)          | AB-7                |
| 147                 | Ariadna Tudel Cuberes (AND)   | 58e                 |
| 148                 | Dorleta Zorrilla (ESP)        | 91e                 |

| Debabarrena-Kirolgi DKT | Debabarrena-Kirolgi DKT                 | Debabarrena-Kirolgi DKT |
| ----------------------- | --------------------------------------- | ----------------------- |
| Num                     | Coureur                                 | Pos                     |
| 151                     | Ane Santesteban (ESP)                   | 54e                     |
| 152                     | Inmaculada Rafael (ESP)                 | AB-6                    |
| 153                     | Irene San Sebastián (ESP)               | AB-10                   |
| 154                     | Inmaculada Pereiro (ESP)                | 79e                     |
| 155                     | Ana Yunta (ESP)                         | AB-10                   |
| 156                     | Leire Olaberría (ESP) (route et chrono) | AB-5                    |

| Cervélo TestTeam CWT | Cervélo TestTeam CWT    | Cervélo TestTeam CWT |
| -------------------- | ----------------------- | -------------------- |
| Num                  | Coureur                 | Pos                  |
| 1                    | Claudia Häusler (GER)   | 4e                   |
| 2                    | Iris Slappendel (NED)   | 68e                  |
| 3                    | Lieselot Decroix (BEL)  | AB-5                 |
| 4                    | Sharon Laws (GBR)       | AB-3                 |
| 5                    | Emma Pooley (GBR)       | 5e                   |
| 6                    | Carla Ryan (AUS)        | 20e                  |
| 7                    | Patricia Schwager (SUI) | 37e                  |
| 8                    | Kirsten Wild (NED)      | 69e                  |

| HTC-Columbia Women TCW | HTC-Columbia Women TCW        | HTC-Columbia Women TCW |
| ---------------------- | ----------------------------- | ---------------------- |
| Num                    | Coureur                       | Pos                    |
| 11                     | Kimberly Anderson (USA)       | 33e                    |
| 12                     | Judith Arndt (GER) (chrono)   | 2e                     |
| 13                     | Noemi Cantele (ITA)           | 46e                    |
| 14                     | Emilia Fahlin (SWE) (chrono)  | AB-9                   |
| 15                     | Evelyn Stevens (USA) (chrono) | 15e                    |
| 16                     | Ina-Yoko Teutenberg (GER)     | 65e                    |
| 17                     | Linda Villumsen (NZL)         | 14e                    |
| 18                     | Ellen van Dijk (NED)          | AB-10                  |

| Lotto Ladies LLT | Lotto Ladies LLT         | Lotto Ladies LLT |
| ---------------- | ------------------------ | ---------------- |
| Num              | Coureur                  | Pos              |
| 22               | Lynette Burger (RSA)     | AB-8             |
| 23               | Rochelle Gilmore (AUS)   | AB-5             |
| 24               | Catherine Delfosse (BEL) | 41e              |
| 25               | Ashleigh Moolman (RSA)   | 17e              |
| 26               | Kim Schoonbaert (BEL)    | 82e              |
| 27               | Nimesha Smith (NZL)      | 93e              |
| 28               | Vicki Whitelaw (AUS)     | 22e              |

| Gauss RDZ Ormu GAU | Gauss RDZ Ormu GAU      | Gauss RDZ Ormu GAU |
| ------------------ | ----------------------- | ------------------ |
| Num                | Coureur                 | Pos                |
| 31                 | Edita Pučinskaitė (LTU) | 12e                |
| 32                 | Martine Bras (NED)      | 34e                |
| 33                 | Giorgia Bronzini (ITA)  | 66e                |
| 34                 | Julia Martisova (RUS)   | 44e                |
| 35                 | Elena Kuchinskaya (RUS) | 32e                |
| 36                 | Alessandra Borchi (ITA) | 80e                |
| 37                 | Giada Borgato (ITA)     | 74e                |
| 38                 | Alice Donadoni (ITA)    | AB-8               |

| Fenixs-Petrogradets FEN | Fenixs-Petrogradets FEN    | Fenixs-Petrogradets FEN |
| ----------------------- | -------------------------- | ----------------------- |
| Num                     | Coureur                    | Pos                     |
| 41                      | Svetlana Boubnenkova (RUS) | 55e                     |
| 42                      | Natalja Bojarskaja (RUS)   | 18e                     |
| 43                      | Erika Vilūnaitė (LTU)      | AB-9                    |
| 44                      | Suzie Godart (LUX)         | AB-4                    |
| 45                      | Marta Vilajosana (ESP)     | 19e                     |
| 46                      | Karin Aune (SWE)           | 31e                     |

| Safi-Pasta Zara SAF | Safi-Pasta Zara SAF     | Safi-Pasta Zara SAF |
| ------------------- | ----------------------- | ------------------- |
| Num                 | Coureur                 | Pos                 |
| 51                  | Alona Andruk (UKR)      | 73e                 |
| 52                  | Olga Zabelinskaïa (RUS) | 9e                  |
| 53                  | Lorena Foresi (ITA)     | 42e                 |
| 54                  | Vilija Sereikaitė (LTU) | 52e                 |
| 55                  | Sylwia Kapusta (POL)    | AB-8                |
| 56                  | Oxana Kozonchuk (RUS)   | AB-8                |
| 57                  | Rasa Leleivytė (LTU)    | 64e                 |
| 58                  | Eleonora Patuzzo (ITA)  | 61e                 |

| Top Girls Fassa Bortolo-Ghezzi TOG | Top Girls Fassa Bortolo-Ghezzi TOG | Top Girls Fassa Bortolo-Ghezzi TOG |
| ---------------------------------- | ---------------------------------- | ---------------------------------- |
| Num                                | Coureur                            | Pos                                |
| 61                                 | Marta Tagliaferro (ITA)            | 77e                                |
| 62                                 | Elena Berlato (ITA)                | 10e                                |
| 63                                 | Valentina Carretta (ITA)           | 25e                                |
| 64                                 | Sigrid Corneo (SLO)                | 36e                                |
| 65                                 | Alessandra D'Ettorre (ITA)         | 71e                                |
| 66                                 | Jennifer Fiori (ITA)               | 56e                                |
| 67                                 | Gloria Presti (ITA)                | 59e                                |
| 68                                 | Silvia Valsecchi (ITA)             | 45e                                |

| SC Michela Fanini Record Rox MIC | SC Michela Fanini Record Rox MIC      | SC Michela Fanini Record Rox MIC |
| -------------------------------- | ------------------------------------- | -------------------------------- |
| Num                              | Coureur                               | Pos                              |
| 71                               | Edwige Pitel (FRA)                    | 11e                              |
| 72                               | Verónica Leal (MEX) (route et chrono) | 30e                              |
| 73                               | Martina Růžičková (CZE)               | 50e                              |
| 74                               | Nina Ovcharenko (UKR) (route)         | 21e                              |
| 75                               | Alice Marmorini (ITA)                 | 85e                              |
| 76                               | Barbara Guarischi (ITA)               | AB-8                             |
| 77                               | Grete Treier (EST) (route et chrono)  | 13e                              |
| 78                               | Giulia Lazzerini (ITA)                | AB-8                             |

| ACS Chirio-Forno d'Asolo USC | ACS Chirio-Forno d'Asolo USC   | ACS Chirio-Forno d'Asolo USC |
| ---------------------------- | ------------------------------ | ---------------------------- |
| Num                          | Coureur                        | Pos                          |
| 81                           | Luisa Tamanini (ITA)           | 67e                          |
| 82                           | Edita Ungurytė (LTU)           | AB-7                         |
| 83                           | Edita Janeliūnaitė (LTU)       | AB-6                         |
| 84                           | Olena Oliinyk (UKR)            | 28e                          |
| 85                           | Rosane Kirch (BRA)             | 86e                          |
| 86                           | Uênia Fernandes Da Souza (BRA) | 81e                          |
| 87                           | Viktoriya Vologdnina (UKR)     | 57e                          |
| 88                           | Tetyana Riabchenko (UKR)       | 70e                          |

| Vaiano Solaristech VAI | Vaiano Solaristech VAI         | Vaiano Solaristech VAI |
| ---------------------- | ------------------------------ | ---------------------- |
| Num                    | Coureur                        | Pos                    |
| 91                     | Irene Falorni (ITA)            | 92e                    |
| 92                     | Simona Frapporti (ITA)         | 76e                    |
| 93                     | Simona Martini (ITA)           | 90e                    |
| 94                     | Valentina Scandolara (ITA)     | AB-9                   |
| 95                     | Kataržina Sosna (LTU) (chrono) | 26e                    |
| 96                     | Eleonora Spaliviero (ITA)      | 88e                    |
| 97                     | Francesca Tognali (ITA)        | 87e                    |
| 98                     | Chiara Vanni (ITA)             | AB-9                   |

| Valdarno VAD | Valdarno VAD                              | Valdarno VAD |
| ------------ | ----------------------------------------- | ------------ |
| Num          | Coureur                                   | Pos          |
| 101          | Tatiana Guderzo (ITA) (route et chrono)   | 3e           |
| 102          | Tatiana Antoshina (RUS) (route et chrono) | 8e           |
| 103          | Monia Baccaille (ITA) (route)             | 39e          |
| 104          | Tania Belvederesi (ITA)                   | 84e          |
| 105          | Laura Bozzolo (ITA)                       | 38e          |
| 106          | Martina Corazza (ITA)                     | 47e          |
| 107          | Bridie O'Donnell (AUS)                    | 89e          |
| 108          | Yevheniya Vysotska (UKR)                  | 6e           |

| Pays-Bas NED | Pays-Bas NED          | Pays-Bas NED |
| ------------ | --------------------- | ------------ |
| Num          | Coureur               | Pos          |
| 111          | Marianne Vos (chrono) | 7e           |
| 112          | Annemiek van Vleuten  | 27e          |
| 113          | Chantal Blaak         | 62e          |
| 114          | Lucinda Brand         | 35e          |
| 115          | Anna van der Breggen  | 43e          |
| 116          | Sanne van Paassen     | 75e          |
| 117          | Marit Huisman         | 94e          |
| 118          | Roxane Knetemann      | AB-6         |

| Australie AUS | Australie AUS    | Australie AUS |
| ------------- | ---------------- | ------------- |
| Num           | Coureur          | Pos           |
| 121           | Kirsty Broun     | AB-6          |
| 122           | Tiffany Cromwell | 23e           |
| 123           | Shara Gillow     | 16e           |
| 124           | Lauren Kitchen   | 83e           |
| 125           | Carlee Taylor    | 29e           |
| 126           | Emma Mackie      | 78e           |
| 127           | Lisa Jacobs      | 53e           |

| États-Unis USA | États-Unis USA      | États-Unis USA |
| -------------- | ------------------- | -------------- |
| Num            | Coureur             | Pos            |
| 131            | Mara Abbott (route) | 1re            |
| 132            | Theresa Cliff-Ryan  | 60e            |
| 133            | Sinead Miller       | 51e            |
| 134            | Amber Neben         | AB-9           |
| 135            | Shelley Evans       | 40e            |
| 136            | Carmen McNellis     | 72e            |
| 137            | Alison Tetrick      | 63e            |
| 138            | Amanda Miller       | AB-10          |

| Bizkaia-Durango BPD | Bizkaia-Durango BPD           | Bizkaia-Durango BPD |
| ------------------- | ----------------------------- | ------------------- |
| Num                 | Coureur                       | Pos                 |
| 141                 | Cristina Alcalde (ESP)        | 49e                 |
| 142                 | Polona Batagelj (SLO) (route) | 24e                 |
| 143                 | Ana Garcia (ESP)              | 48e                 |
| 144                 | Monica Hernandez (MEX)        | AB-1                |
| 146                 | Davina Summers (AUS)          | AB-7                |
| 147                 | Ariadna Tudel Cuberes (AND)   | 58e                 |
| 148                 | Dorleta Zorrilla (ESP)        | 91e                 |

| Debabarrena-Kirolgi DKT | Debabarrena-Kirolgi DKT                 | Debabarrena-Kirolgi DKT |
| ----------------------- | --------------------------------------- | ----------------------- |
| Num                     | Coureur                                 | Pos                     |
| 151                     | Ane Santesteban (ESP)                   | 54e                     |
| 152                     | Inmaculada Rafael (ESP)                 | AB-6                    |
| 153                     | Irene San Sebastián (ESP)               | AB-10                   |
| 154                     | Inmaculada Pereiro (ESP)                | 79e                     |
| 155                     | Ana Yunta (ESP)                         | AB-10                   |
| 156                     | Leire Olaberría (ESP) (route et chrono) | AB-5                    |

Source. Source pour les directeurs sportifs, néanmoins de nombreuses équipes annoncent plusieurs directeurs sportifs.

## Organisation
La présentation officielle a lieu au musée du sport Diadora à Caerano di San Marco le 27 février 2010. L'organisation est assurée par Epinike A.S.D. et est présidée par Giuseppe Rivolta.

### Classements et bonifications

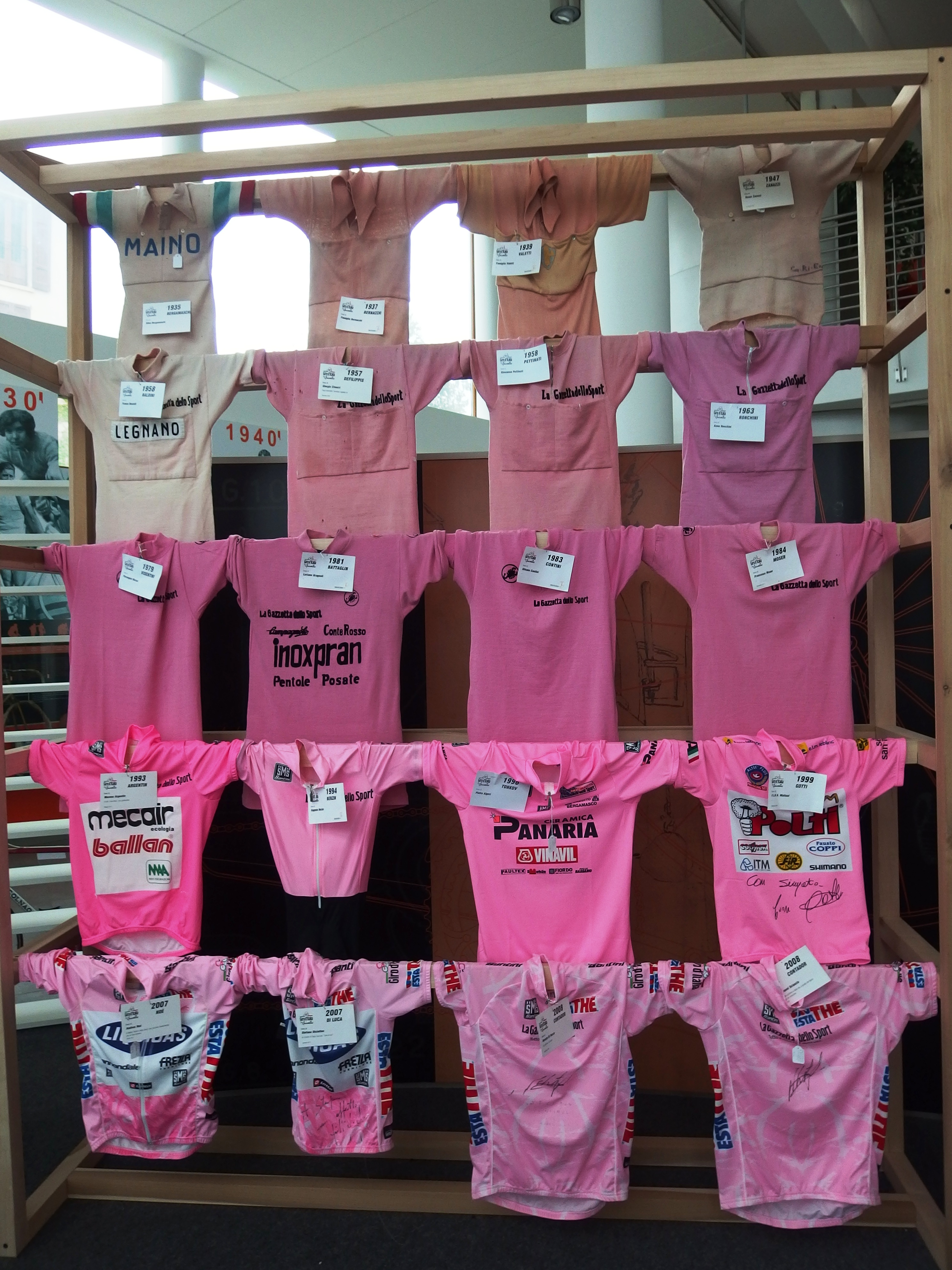
La coureuse en tête du classement général porte un maillot rose, comme sur le Tour d'Italie masculin

Le classement général individuel au temps est calculé par le cumul des temps enregistrés dans chacune des étapes parcourues. Des bonifications et d'éventuelles pénalisations sont incluses dans le calcul du classement. La coureuse qui est première de ce classement est porteuse du maillot rose.
Des bonifications sont attribuées dans cette épreuve. Chaque arrivée d'étape, à l'exception du contre-la-montre individuel, donne lieu à dix secondes, six secondes et quatre secondes pour les trois premières coureuses classées. Par ailleurs, durant la course, il existe des sprints intermédiaires dont les trois premiers sont récompensés respectivement de trois secondes, deux secondes et une seconde[réf. nécessaire].

#### Classement de la meilleure grimpeuse
Le classement du meilleur grimpeur, ou classement des monts, est un classement spécifique basé sur les arrivées au sommet des ascensions répertoriées dans l'ensemble de la course. Elles sont classées en trois catégories. Celles de premières catégorie rapportent : 13, 11, 9, 7 et 5 points au cinq premières. Celles de deuxième catégorie rapportent 7, 5, 3, 2 et 1 point enfin celles de troisième catégorie 5, 4, 3, 2 et 1 point. Le premier du classement des monts est détenteur du maillot vert. En cas d'égalité, les coureuses sont prioritairement départagées par le nombre de premières places aux sommets. Si l'égalité persiste, le critère suivant est la place obtenue au classement général. Pour être classée, une coureuse doit avoir terminée la course dans les délais

#### Classement par points
Le maillot cyclamen récompense le classement par points. Celui-ci se calcule selon le classement lors de sprints intermédiaires, dits « Traguardo Volante », et lors des arrivées d'étape, sauf celle du contre-la-montre. Les trois premières coureuses des sprints intermédiaires reçoivent respectivement 3, 2 et un point. Lors d'une arrivée d'étape, les dix premières se voient accorder des points selon le décompte suivant : 15, 12, 10, 8, 6, 5, 4, 3, 2, 1 point. En cas d'égalité, les coureuses sont prioritairement départagées par le nombre de victoires d'étapes. Si l'égalité persiste, le nombre de victoires à des sprints intermédiaires puis éventuellement la place obtenue au classement général entrent en compte. Pour être classée, une coureuse doit avoir terminée la course dans les délais

#### Classement de la meilleure jeune
Le classement de la meilleure jeune ne concerne qu'une certaine catégorie de coureuses, celles étant âgées de moins de 23 ans. C'est-à-dire aux coureuses nées après le 1er janvier 1987. Ce classement, basé sur le classement général, attribue au premier un maillot blanc.

#### Classement de la meilleure italienne
Le classement de la meilleure italienne ne concerne que les coureuses de nationalité italienne. Ce classement, basé sur le classement général, attribue à la première un maillot bleu.

#### Répartition des maillots
Chaque coureuse en tête d'un classement est porteuse du maillot ou du dossard distinctif correspondant. Cependant, dans le cas où une coureuse dominerait plusieurs classements, celle-ci ne porte qu'un seul maillot distinctif, selon une priorité de classements. Le classement général au temps est le classement prioritaire, suivi du classement général par points, du classement général du meilleur grimpeur, du classement de la meilleure jeune et du classement de la meilleure italienne. Si ce cas de figure se produit, le maillot correspondant au classement annexe de priorité inférieure n'est pas porté par celle qui domine ce classement mais par son deuxième.

### Primes et prix
Le classement général final attribue 557 € à la vainqueur. Les classements annexes 250 €. Une victoire d'étape est récompensée de 269 €.

## Partenaires
Diadora parraine le maillot rose. Pasta Zara finance le classement par points. Poliedra, celui de la meilleure grimpeuse. La région de Lombardie celui de la meilleure jeune. Geox parraine le maillot de la meilleure Italienne.

## Médias
La Rai retransmet un résumé quotidien. Silvio Martinello est commentateur technique.

### Vidéos
| - (it) « Giro Donne 2010 - Stage 1 part 1 », sur you tube (consulté le 14 février 2021) - (it) « Giro Donne 2010 - Stage 1 part 2 », sur you tube (consulté le 14 février 2021) - (it) « Giro Donne 2010 - Stage 1 part 3 », sur you tube (consulté le 14 février 2021) - (it) « Giro Donne 2010 - Stage 2 part 1 », sur you tube (consulté le 14 février 2021) - (it) « Giro Donne 2010 - Stage 2 part 2 », sur you tube (consulté le 14 février 2021) - (it) « Giro Donne 2010 - Stage 2 part 3 », sur you tube (consulté le 14 février 2021) - (it) « Giro Donne 2010 - Stage 3 part 1 », sur you tube (consulté le 14 février 2021) - (it) « Giro Donne 2010 - Stage 3 part 2 », sur you tube (consulté le 14 février 2021) - (it) « Giro Donne 2010 - Stage 4 part 1 », sur you tube (consulté le 14 février 2021) - (it) « Giro Donne 2010 - Stage 4 part 2 », sur you tube (consulté le 14 février 2021) | - (it) « Giro Donne 2010 - Stage 4 part 3 », sur you tube (consulté le 14 février 2021) - (it) « Giro Donne 2010 - Stage 5 », sur you tube (consulté le 14 février 2021) - (it) « Giro Donne 2010 - Stage 6 part 1 », sur you tube (consulté le 14 février 2021) - (it) « Giro Donne 2010 - Stage 6 part 2 », sur you tube (consulté le 14 février 2021) - (it) « Giro Donne 2010 - Stage 7 part 1 », sur you tube (consulté le 14 février 2021) - (it) « Giro Donne 2010 - Stage 7 part 2 », sur you tube (consulté le 14 février 2021) - (it) « Giro Donne 2010 - Stage 8 and 9 part 1 », sur you tube (consulté le 14 février 2021) - (it) « Giro Donne 2010 - Stage 8 and 9 part 2 », sur you tube (consulté le 14 février 2021) - (it) « Giro Donne 2010 - Stage 10 part 1 », sur you tube (consulté le 14 février 2021) - (it) « Giro Donne 2010 - Stage 10 part 2 », sur you tube (consulté le 14 février 2021) |

### Autre
- (it) Site officiel